# Armée ottomane de 1826 à 1922
Pendant la période du déclin de l'Empire ottoman, le gouvernement des sultans mène, à partir de 1826, une série de réformes pour renforcer et moderniser l'armée ottomane (turc : Osmanlı ordusu) afin de faire face aux révoltes intérieures et aux ambitions des puissances étrangères. Les réformes des Tanzimat établissent une armée permanente basée sur la conscription mais ne peuvent empêcher une série de défaites dans les guerres russo-turques et les guerres balkaniques. Allié de l'Allemagne pendant la Première guerre mondiale en Orient, il est entraîné dans sa défaite en 1918. Le refus de la capitulation entraîne la constitution d'une nouvelle armée nationale, autour de Mustafa Kemal, qui sort victorieuse de la guerre d'indépendance turque en 1922.

## LesTanzimatet la nouvelle armée (1826-1869)

### Le temps des réformes

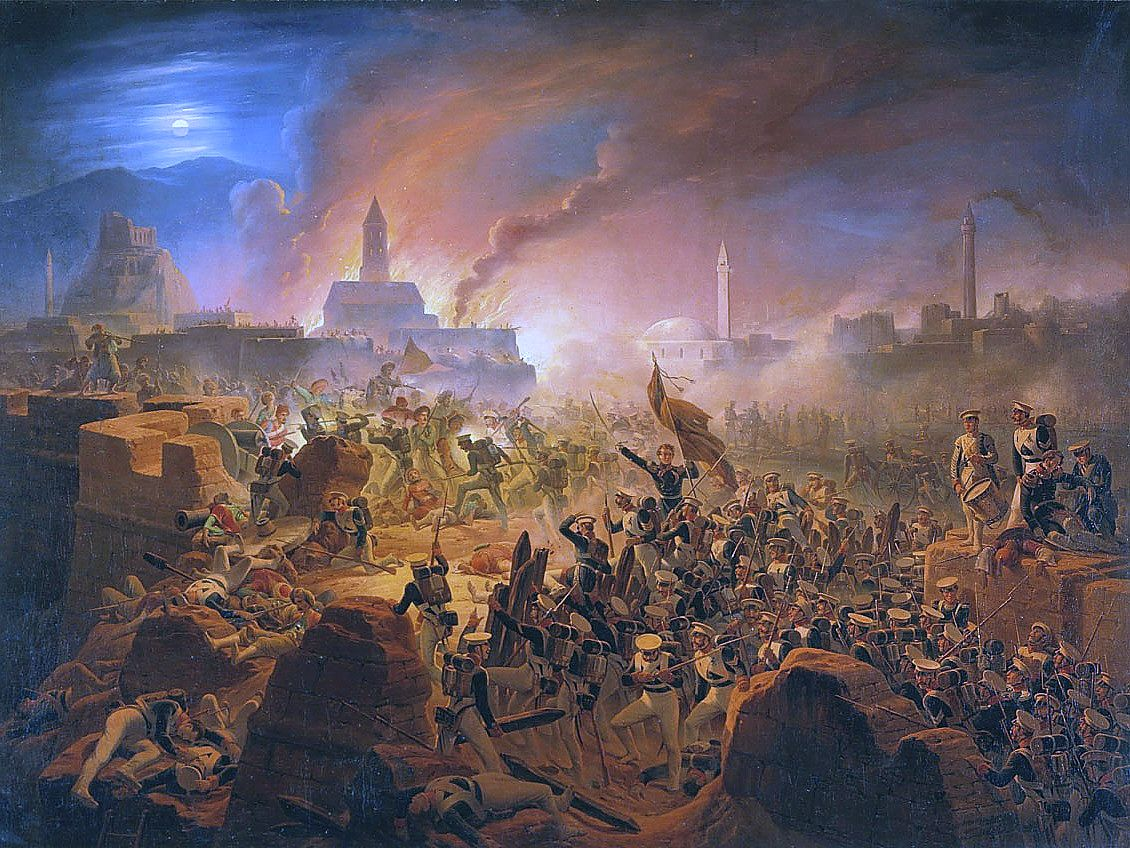
L'armée russe (premier plan, à droite) donnant l'assaut à la forteresse d’Akhaltsikhé défendue par les troupes ottomanes et des irréguliers en 1829, toile de Janvier Suchodolski, 1839.

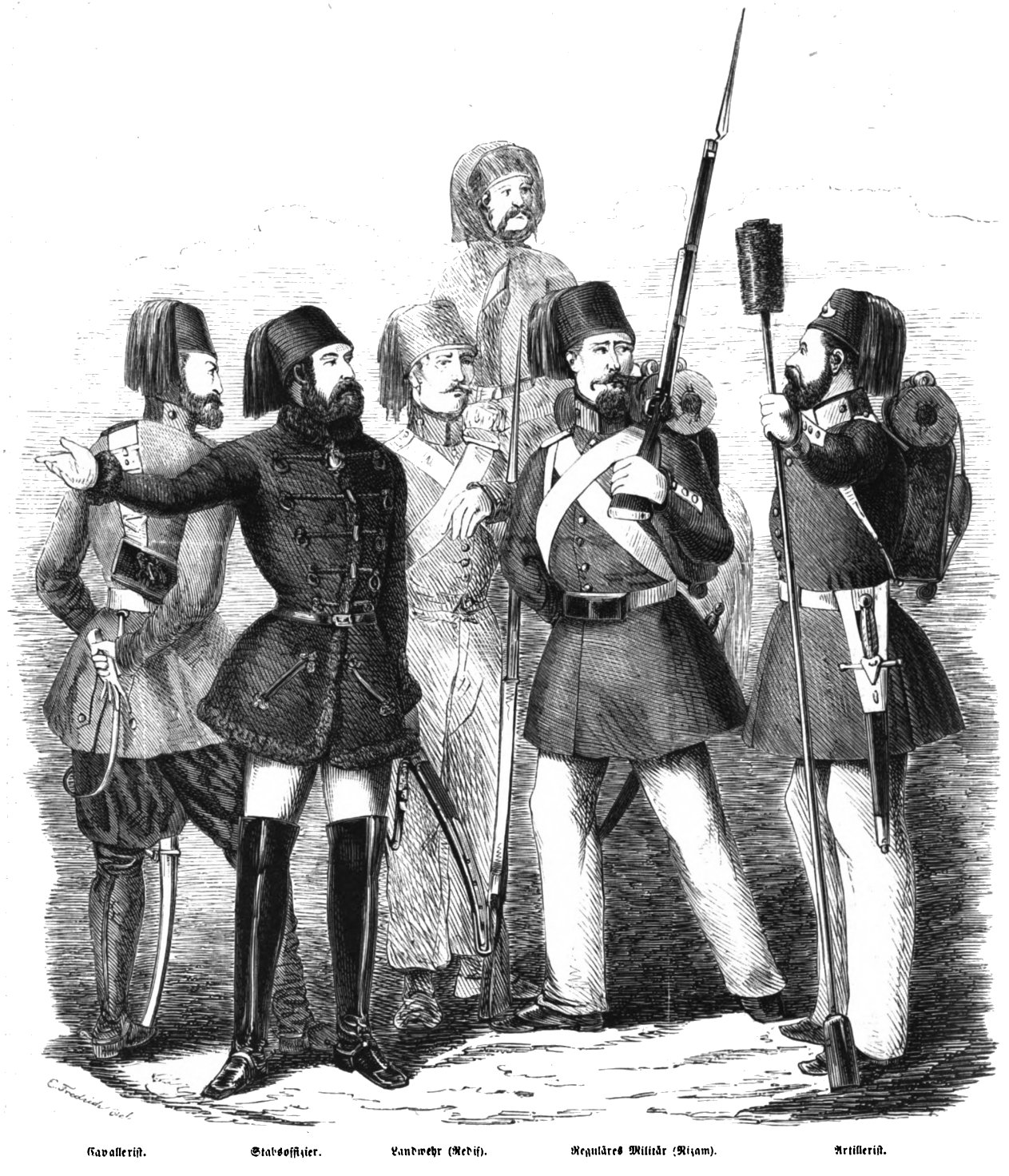
Soldats ottomans vêtus à l'européenne, gravure allemande, Die Gartenlaube, 1854

L'armée ottomane du XIXe siècle est issue des réformes du sultan Mahmoud II (1808-1839) : en 1826, celui-ci abolit les corps de troupe traditionnels, janissaires (infanterie) et sipahis (cavalerie), indisciplinés et inefficaces, au bénéfice de la « nouvelle organisation militaire » (nizâm-i djedîd), recrutée en partie parmi les éléments loyaux des janissaires et entraînée à l'européenne par des instructeurs étrangers. Mahmoud II se méfie des Français, alliés du pacha d'Égypte Méhémet Ali, et fait de préférence appel à des Britanniques, des Russes et des Prussiens, dont le jeune lieutenant von Moltke. La marine ottomane est réorganisée, en même temps que l'école navale et celle des ingénieurs ; une école de médecine militaire, premier établissement d'enseignement laïc en Turquie, est créée en 1827. L'armée, sous le commandement unique du sérasker, porte un uniforme bleu de modèle prussien assorti d'un fez. Ce programme de réformes (Tanzimat), touchant aussi bien le domaine civil que militaire, est parachevé par le Khatt-i cherif, rédigé peu avant la mort de Mahmoud II en 1839 et promulgué par son successeur Abdülmecid Ier (1839-1861). Les sujets musulmans de l'Empire sont astreints au service militaire, par tirage au sort, pour cinq ans, suivis d'une période de réserve (redif) de sept ans. L'effectif de l'armée atteint alors 150 000 hommes.  
Mahmoud II crée en 1834 une école de guerre pour la formation des officiers. Malgré les protestations des milieux religieux, de 1834 à 1840, il aligne progressivement son programme sur celui des établissements similaires en Occident, particulièrement l'école française de Saint-Cyr, en réduisant la part de l'arabe, du persan et des matières religieuses au profit des matières militaires et scientifiques et des langues européennes.
Un firman (édit) de 1843 instaure des commandements provinciaux avec cinq armées permanentes chargées de défendre Constantinople, la Thrace orientale (pachalik de Silistra), la Roumélie, l'Anatolie et les provinces arabes ; une sixième armée est créée en 1848 pour défendre la Mésopotamie (eyalet de Bagdad). En 1869, le service militaire est réorganisé en trois périodes : 4 ans de service actif (nizâmiye), 6 ans de réserve (redif) et 8 ans de garde territoriale (mustahfiz). Les sujets non musulmans en sont exemptés moyennant le paiement d'une taxe (bedel).
Armée ottomane en 1828
Pendant la guerre russo-turque de 1828-1829, les forces ottomanes se répartissent ainsi :
- Armée du Danube
- Armée du Caucase
  - Batoumi : 2 000 hommes
  - Poti : 2 000 hommes
  - Anapa : 5 000 hommes
  - Akhaltsikhé : 4 000 hommes de troupes régulières et 6 000 irréguliers
  - Erzurum et Kars : 30 000 hommes de troupes régulières et 10 000 irréguliers[7]

### Le temps des désillusions

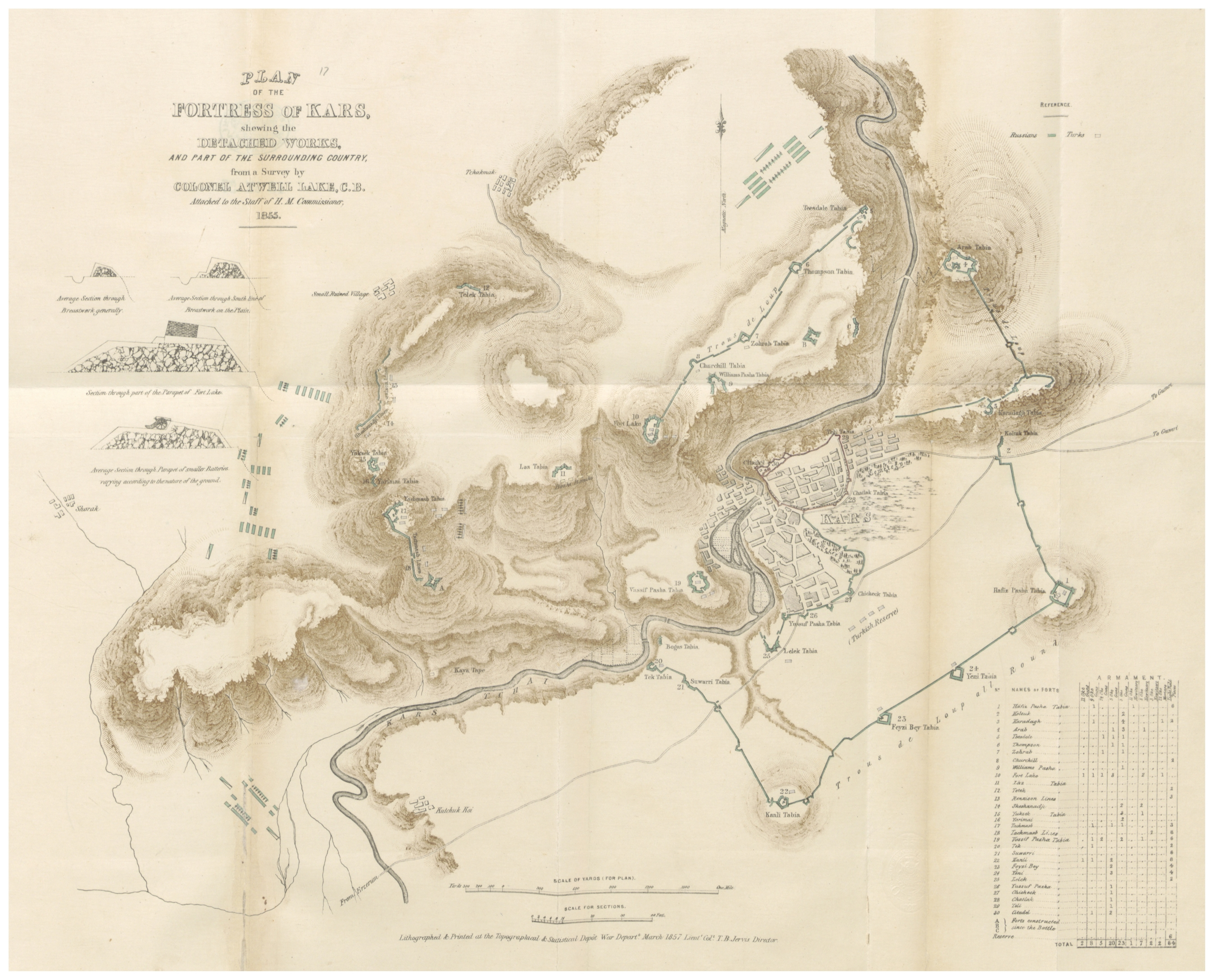
Plan de la forteresse de Kars par Henry Atwell Lake, 1857.

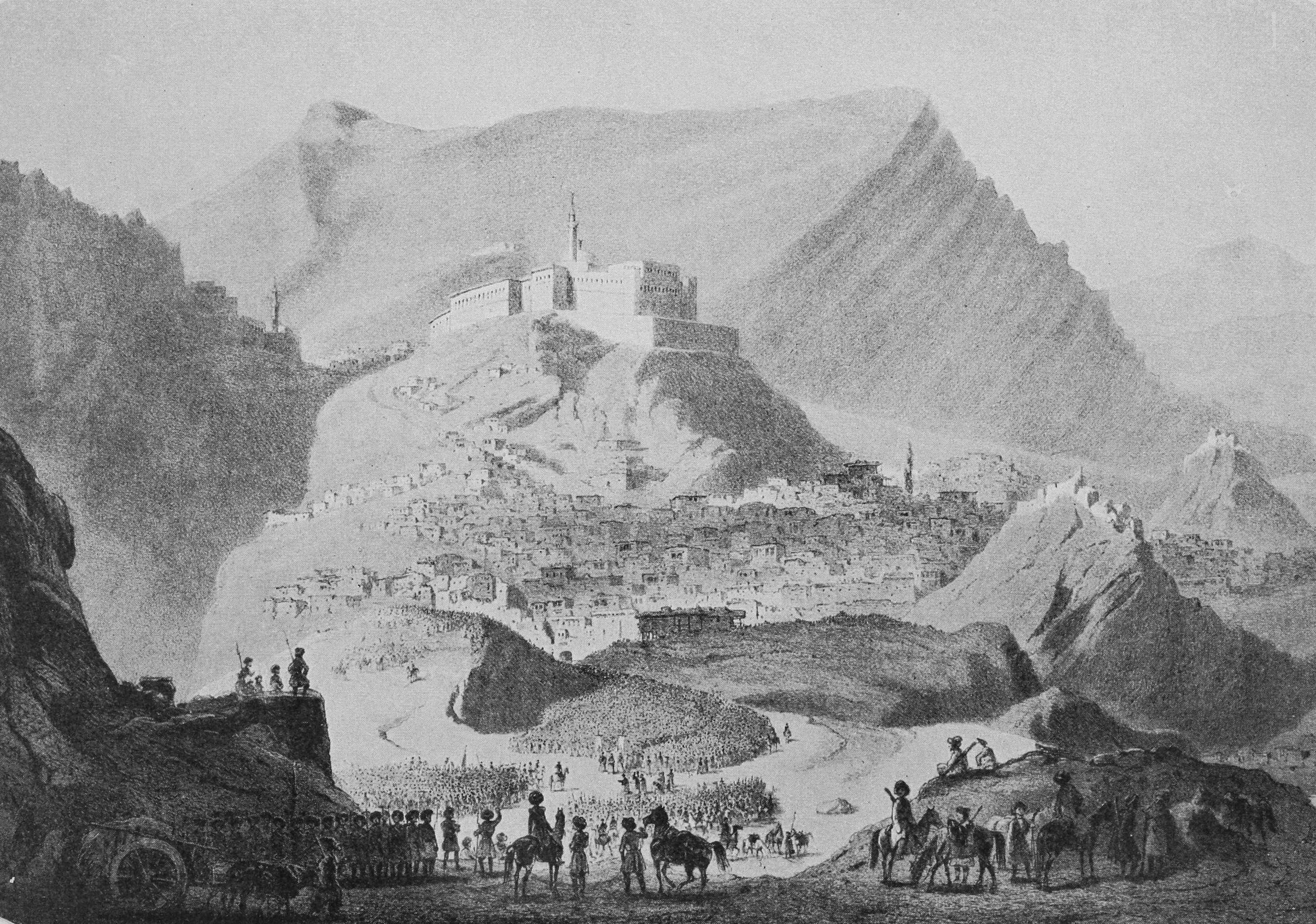
La forteresse de Beyazit assiégée par les Russes en 1854, gravure russe, 1855.

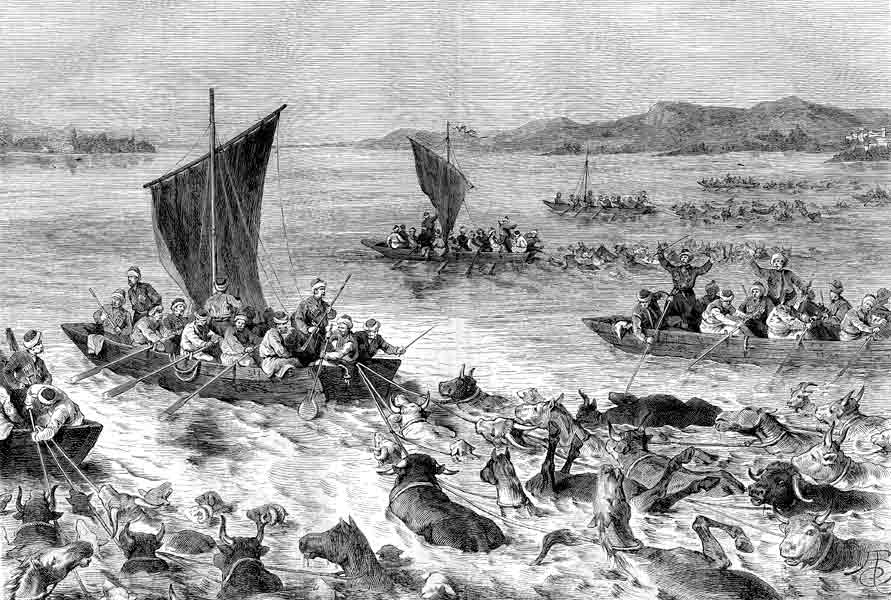
Bachi-bouzouks revenant d'une expédition de pillage sur le Danube, gravure russe de 1877.

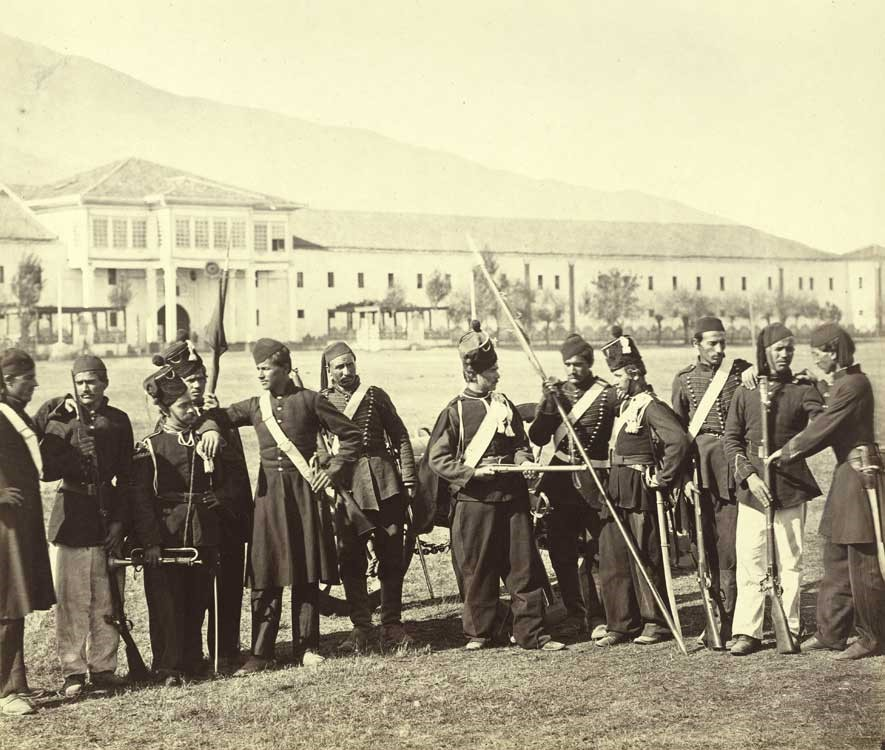
Soldats ottomans équipés à l'européenne, 1863.

Les réformes sont pourtant loin d'avoir la portée espérée. Sous Abdülmecid Ier (1839-1861), l'organisation militaire n'est souvent que de façade. Au début de la guerre de Crimée, l'armée n'a qu'un petit nombre d'officiers instruits, généralement affectés aux meilleurs régiments nizâmiye de Roumélie et d'Anatolie occidentale, auxquels s'ajoutent des exilés hongrois et polonais chassés par la contre-révolution de 1848, et une poignée de conseillers britanniques. Dans les troupes de redif et les provinces éloignées, les officiers sont le plus souvent très ignorants et mal formés tandis que leurs recrues, d'origine paysanne, manquent largement de discipline, de ponctualité et d'hygiène. En outre, les officiers parlant le turc ont le plus grand mal à se faire comprendre de leurs recrues arabes de Syrie et Irak. Sur la frontière du Caucase, lors des différentes guerres russo-turques, plus de la moitié de l'armée se compose d'irréguliers d'origines diverses, Géorgiens (Iméréthiens, Mingréliens, Gouriens, Adjars, Lazes, Abkhazes), Tcherkesses, Daghestanais (Tchétchènes, Andis, Avars), Kurdes, Arméniens, Turkmènes et Azéris.
Au début de la guerre de Crimée, les deux principales armées ottomanes sont commandées par deux officiers de formation occidentale : Omer Pacha, d'origine serbe, ancien officier (certains disent sous-officier) de l'empire d'Autriche, chef de l'armée du Danube, et Abdülkerim Nadir Pacha, ancien élève de l'Académie militaire thérésienne à Vienne, qui commande l'armée d'Asie. L'armée du Danube est largement la mieux entraînée et équipée, avec un certain nombre d'officiers instruits, alors que celle d'Asie consiste pour deux tiers en volontaires irréguliers (bachi-bouzouks) et levées tribales.
Les historiens modernes estiment qu'en 1853, l'armée ottomane peut compter 480 000 hommes sur le papier, y compris les forces vassales du Khédivat d'Égypte, de la régence de Tripoli et de la régence de Tunis. Les meilleures troupes sont les nizâmiye, au nombre de 123 000, parmi lesquels 12 bataillons d'élite, les Şişhaneci (tr), sont équipés du fusil français Minié à canon rayé. L'organisation est très approximative et les observateurs européens ont souvent du mal à identifier les unités présentes sur le terrain. Les officiers respectent l'amour-propre des soldats et évitent de les réprimander et de les insulter mais ils se montrent souvent négligents et corrompus. Le colonel britannique Williams, présent au siège de Kars en 1855, raconte que le Müşir (maréchal) pouvait déclarer 33 000 hommes alors qu'il n'en avait que 17 500 sous ses ordres, et empocher la solde et les vivres destinés aux absents. La fraude est encore plus massive pour les bachi-bouzouks, soldats improvisés qui ne font pas l'objet de contrôles rigoureux : un chef peut déclarer 3 500 hommes alors qu'il n'en a que 800. Les troupes mal payées pratiquent couramment le pillage du bois et des récoltes.
Les défaites ottomanes face à Méhémet Ali pendant la première (1831-1832) et la deuxième guerres égypto-ottomanes (1839-1841) et face à l'armée russe pendant la guerre de Crimée (1853-1856) montrent la vulnérabilité de l'Empire, qui n'est sauvé du désastre que par l'intervention franco-britannique et doit accepter l'autonomie de la principauté de Serbie et des principautés roumaines de Valachie et Moldavie.
La démobilisation qui suit la guerre de Crimée, mal conduite, ne permet pas à l'armée ottomane de tirer profit de l'expérience acquise. Les ministres réformateurs se désintéressent des questions militaires pour se consacrer aux affaires civiles : beaucoup d'officiers instruits à l'école de guerre (mektebli) quittent l'armée pour des postes administratifs ; ils sont remplacés par des officiers non instruits (alaylı). La plupart des exilés et conseillers occidentaux quittent aussi les rangs ottomans. L'organisation de l'armée en brigades et divisions, qui n'avait jamais été réellement fonctionnelle, perd toute consistance faute d'un encadrement compétent. Les soldats sont licenciés sans se soucier de conserver un corps de sous-officiers expérimentés. Enfin, les milices tribales irrégulières conservent les armes qui leur avaient été distribuées pendant la guerre et constituent un facteur de désordre.

### Conflits
- Guerre d'indépendance grecque (1821-1829)
- Guerre russo-turque de 1828-1829
- Première guerre égypto-ottomane en 1831-1832
- Deuxième guerre égypto-ottomane en 1839-1841
- Guerre de Crimée en 1853-1856
- Révolte crétoise de 1866-1869

Généraux de la nouvelle armée
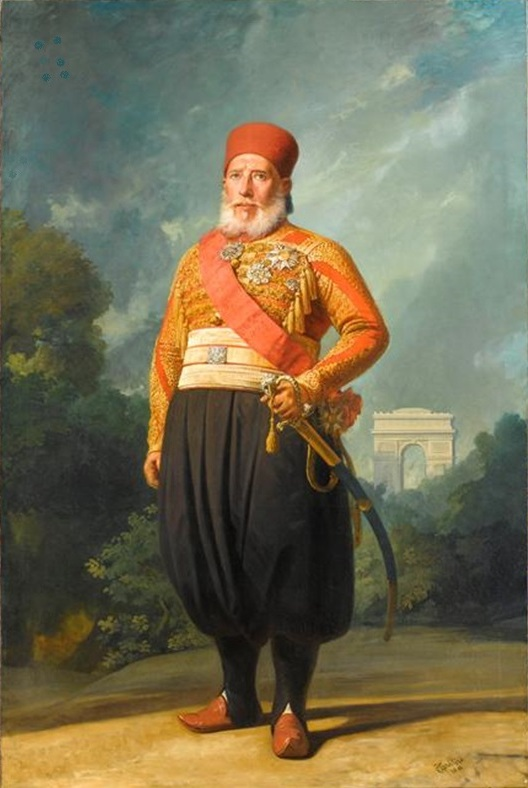
Ibrahim Pacha d'Égypte, allié puis adversaire des Ottomans.
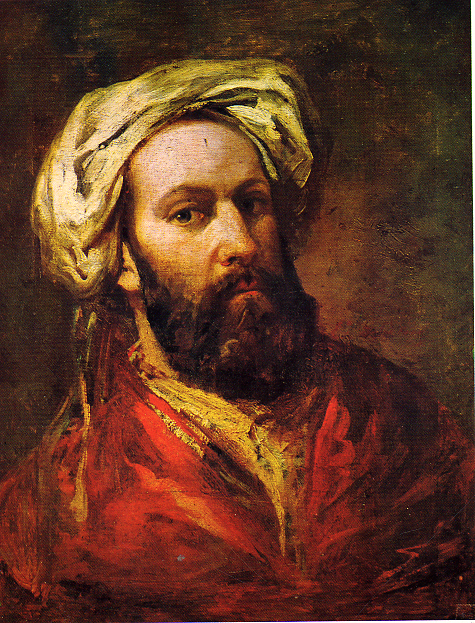
Omer Vrioni, commandant pendant la guerre d'indépendance grecque et la guerre russo-turque de 1828-1829
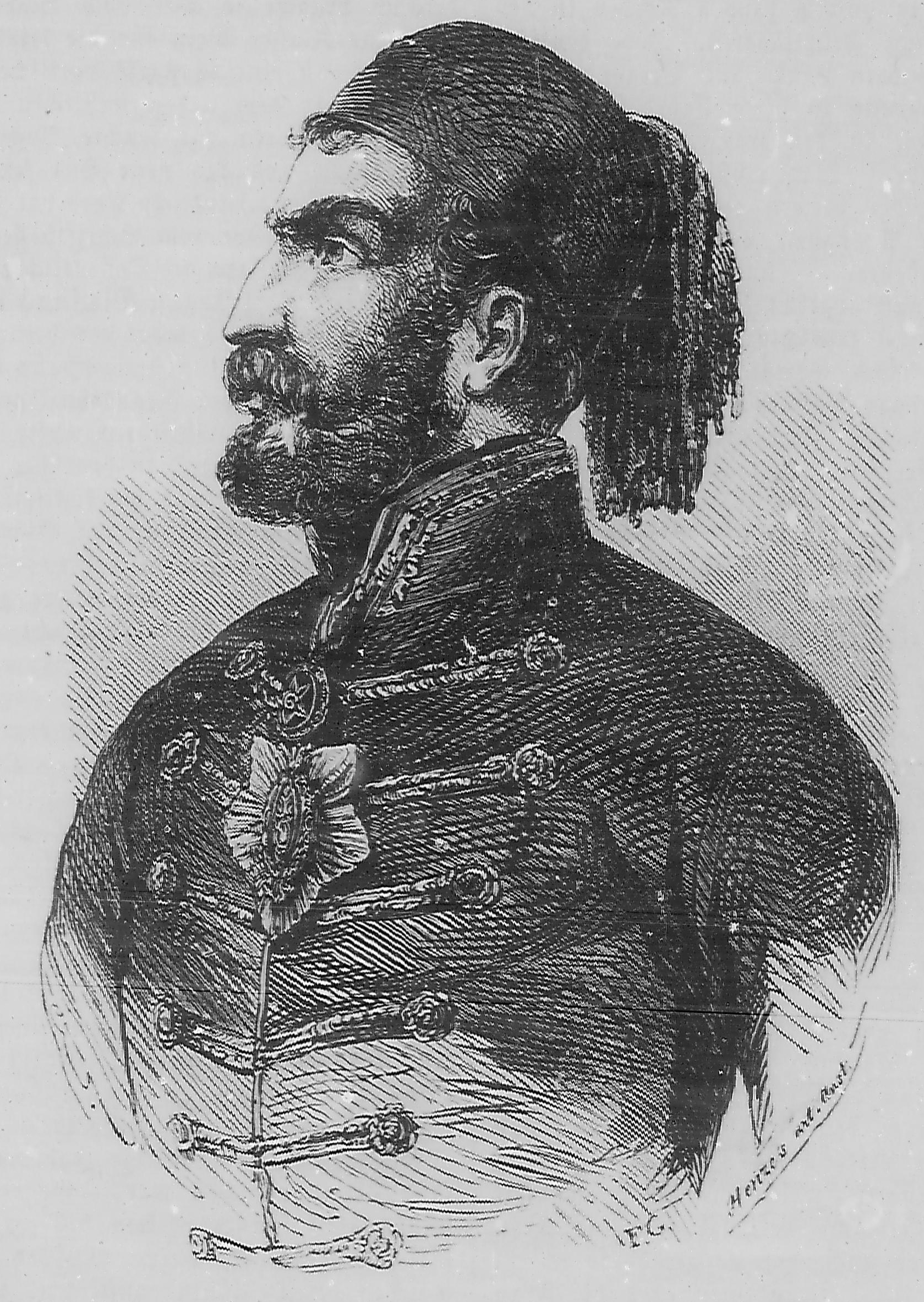
Omer Pacha, commandant pendant la guerre de Crimée et la révolte crétoise de 1866-1869
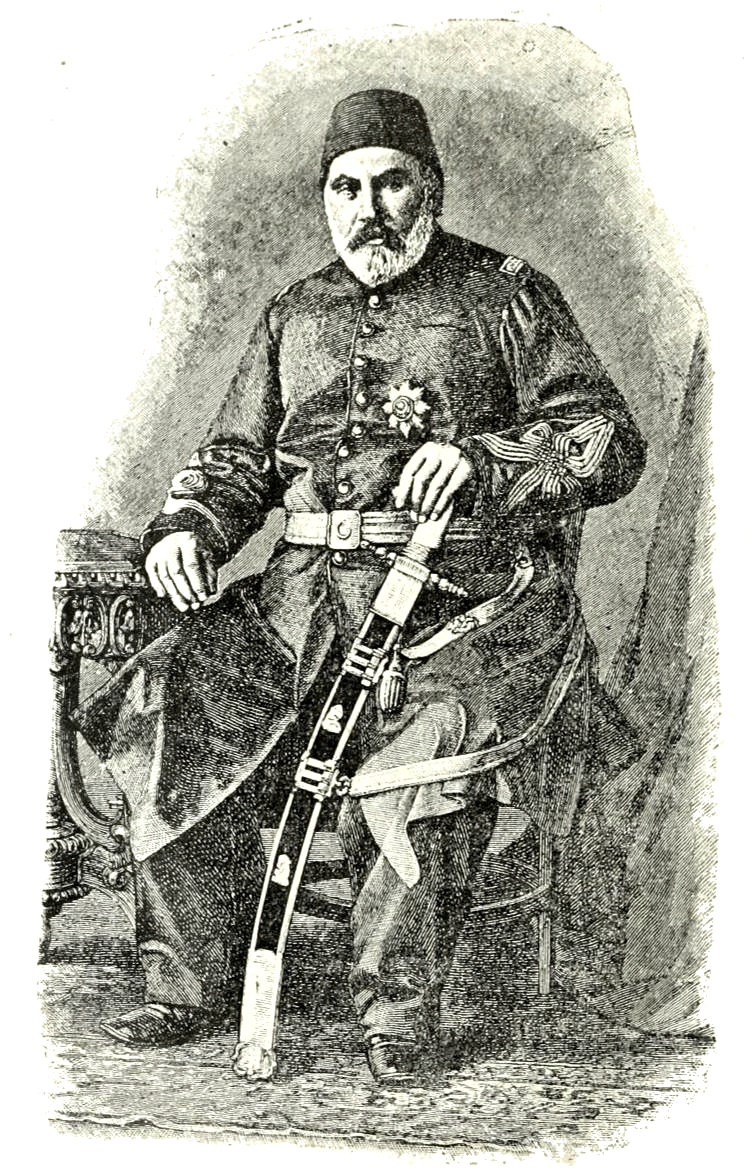
Abdülkerim Nadir Pacha, commandant pendant la guerre de Crimée et la guerre russo-turque de 1877-1878
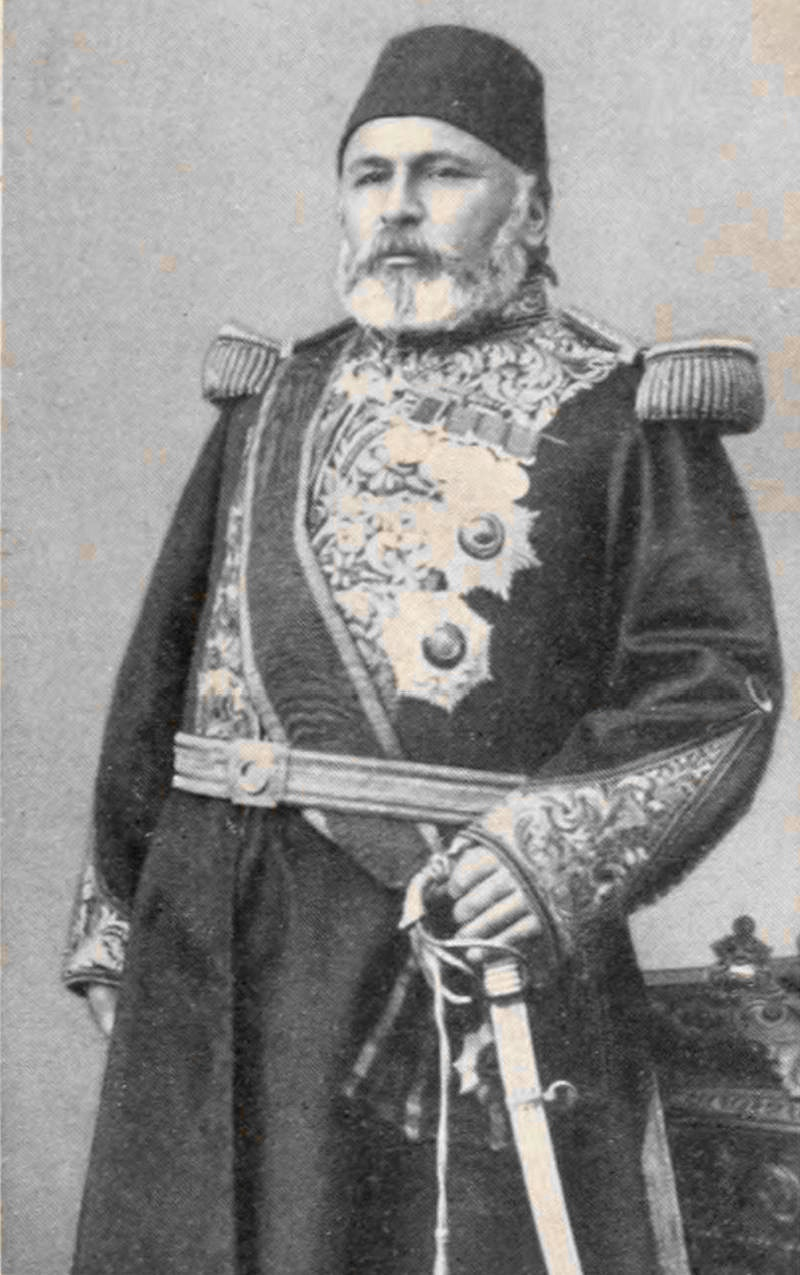
Hüseyin Avni Pacha (en), grand vizir assassiné en 1876.

Forces ottomanes en campagne
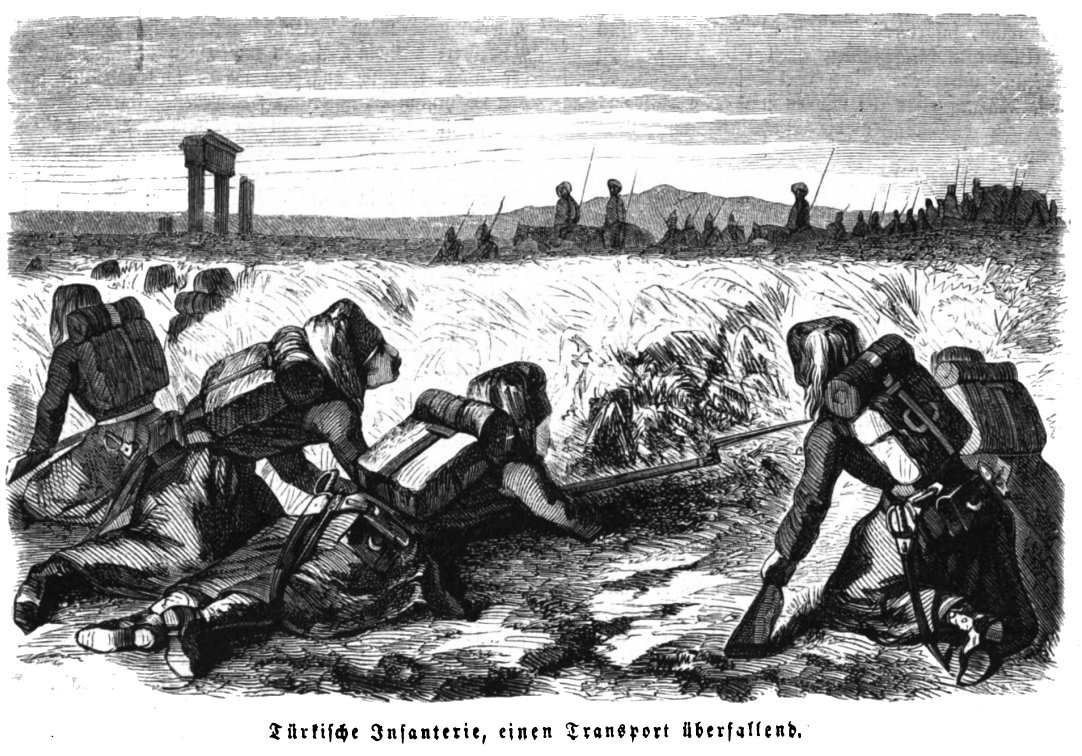
Fantassins ottomans en embuscade sur le Danube pendant la guerre de Crimée, Die Gartenlaube, 1854.
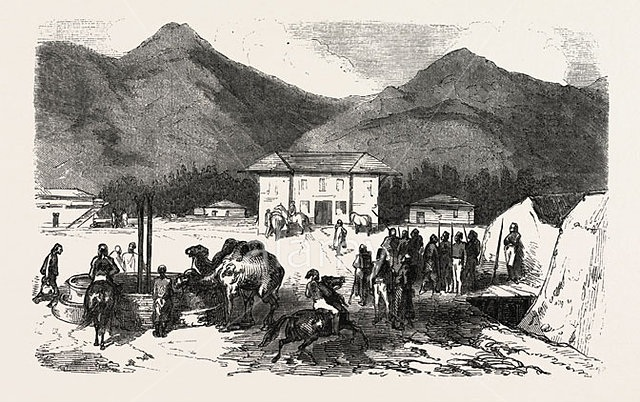
Campement de l'armée ottomane près de Batoumi pendant la guerre de Crimée, gravure anglaise, 1855.
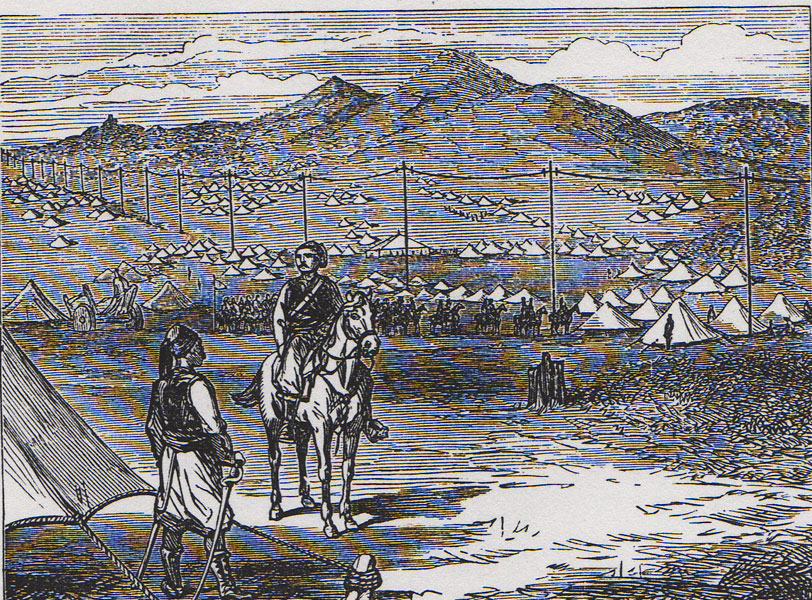
Camp de l'armée ottomane devant une ligne de télégraphe près de Niš, avant 1878.
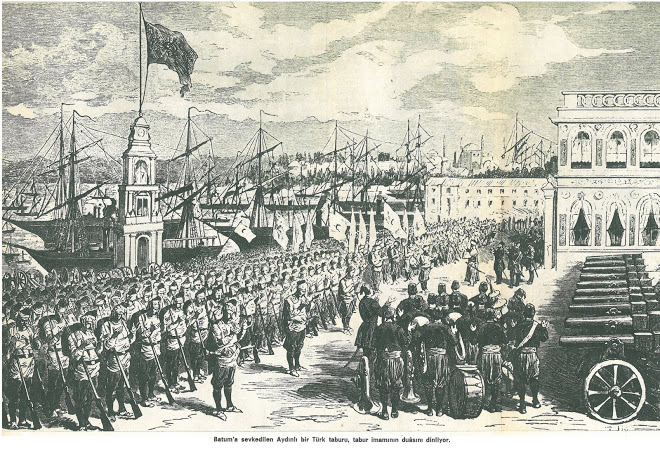
Armée et flotte ottomanes à Batoumi, avant 1878.

## L'armée des guerres balkaniques (1870-1913)

### Le désastre de 93

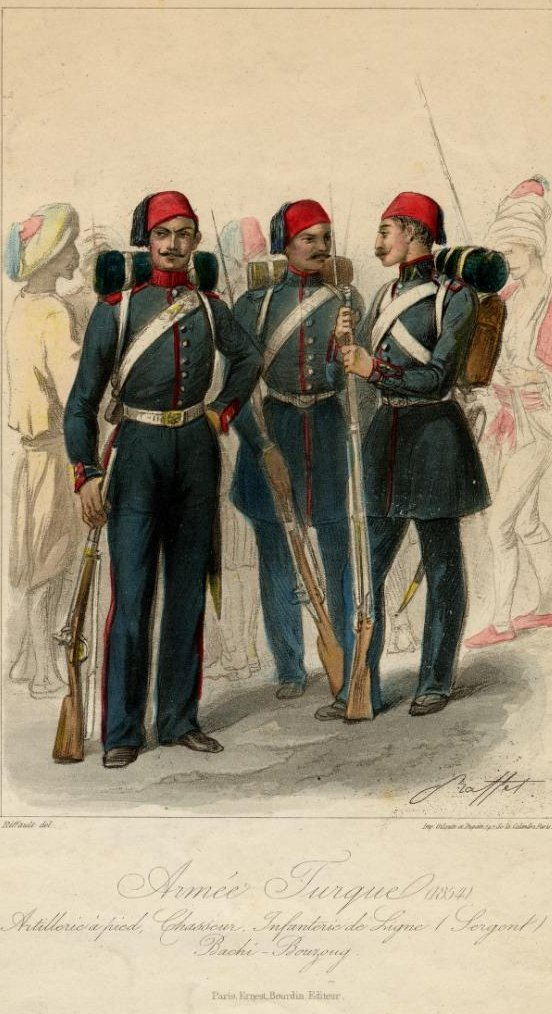
Infanterie ottomane et irréguliers en 1854, gravure de Riffaut d'après Raffet.

Lanciers de la Garde impériale, v. 1850-1896, gravure allemande.

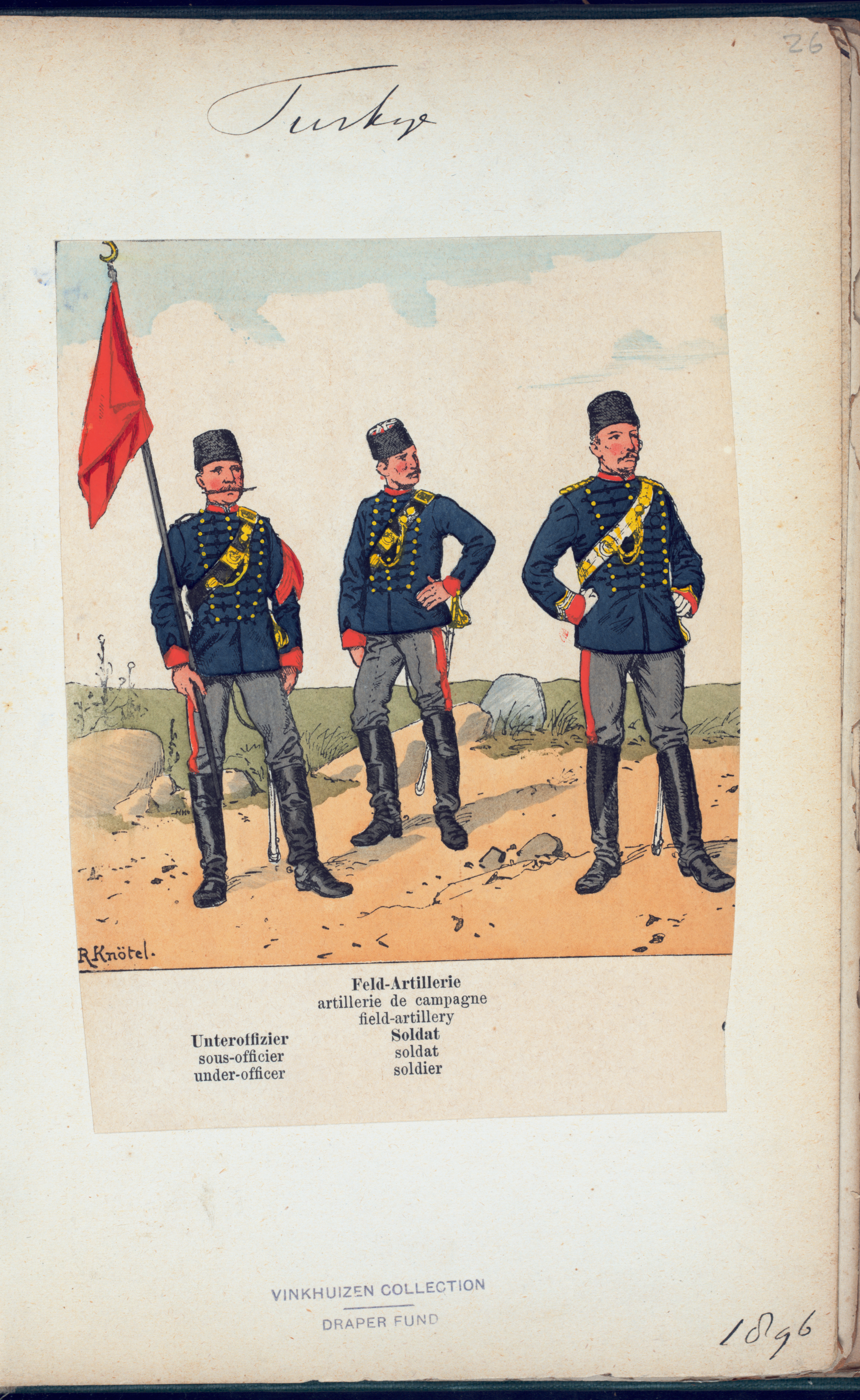
Sous-officier et soldats de l'artillerie de campagne, v. 1850-1896, gravure allemande.

Vers 1870, l'armée ottomane compte 210 000 hommes de nizâmiye, 190 000 de redif et 300 000 de mustahfiz, dotés d'un matériel relativement moderne, dont le fusil d'infanterie Martini-Henry, et la marine reçoit ses premiers cuirassés.
En temps de paix, l'armée de terre comprend 7 corps d'armée :
1. Garde impériale à Constantinople
2. Danube à Choumen
3. Roumélie à Monastir (Bitola)
4. Anatolie à Erzurum
5. Syrie à Damas
6. Irak à Bagdad
7. Arabie au Yémen[16].

En 1875, une révolte paysanne éclate en Herzégovine. Elle s'étend rapidement à la Bosnie, au Monténégro, à la Serbie et aux provinces bulgares. Alors que les finances de l'Empire sont en banqueroute, le général Ahmed Muhtar Pacha confie la répression aux Tcherkesses et bachi-bouzouks : leurs massacres de villageois chrétiens provoquent l'indignation des puissances européennes qui menacent d'intervenir. Au contraire, à Constantinople, la population musulmane, excitée par les étudiants religieux des softas, réagit aux massacres de civils musulmans en appelant à la guerre contre les puissances chrétiennes. Le sultan Abdülaziz, dépensier et sans autorité, est renversé par un coup d’État militaire à l'instigation du ministre de la guerre Hüseyin Avni Pacha (en) (30 mai 1876) et meurt peu après dans des conditions suspectes.
L'organisation militaire fixée par Hüseyin Avni Pacha, lui-même assassiné quelques jours après Abdülaziz, comporte un service militaire en plusieurs périodes : service actif (nizâm) de 4 ans pour les fantassins, 5 ans pour les cavaliers et artilleurs ; 2 ans de disponibilité (ichtiat), deux bans de redif de 3 ans chacun et 8 ans de mustahfiz. En temps de paix, l'armée compte environ 100 000 hommes, plus un effectif important de zaptiye (gendarmes) : le contingent annuel, qui était de 37 000 hommes, a été réduit à 11 000 en raison des difficultés budgétaires. En temps de guerre, en faisant appel aux réserves, l'armée peut rassembler entre 350 000 et 400 000 hommes, y compris les irréguliers (bachi-bouzouk) connus pour leur indiscipline et leurs exactions. Elle se répartit entre 41 régiments turcs, 2 régiments bosniaques, 41 bataillons de chasseurs, 8 bataillons de garde-frontières, 26 régiments de cavalerie, 8 régiments d'artillerie de campagne (à 16 batteries de 6 pièces), 8 d'artillerie de forteresse, 2 du génie et 2 d'ouvriers d'administration.
Bien que l'Empire ottoman soit disposé à faire des réformes et démobiliser son armée, la Russie lui adresse un ultimatum et, le 19 avril 1877, lui déclare la guerre. Deux armées russes marchent sur les frontières ottomanes, l'une par le Danube, l'autre par le Caucase. Le journal turc Musavat écrit avec beaucoup d'exagération : « Avec tout cela, il ne faut pas oublier qu'en dehors des 800 000 hommes sous les armes, des 400 000 hommes de la garde territoriale et des 400 000 volontaires qui sollicitent l'ordre du sultan pour se jeter sur les Russes, il y a encore tous les musulmans de Roumélie, d'Anatolie, d’Égypte, de Tunisie, de l'Asie centrale, jusqu'aux musulmans de la Russie qui n'attendent qu'un petit signe de tête du sultan pour se mettre en marche. Tous ces avantages qui découlent du pouvoir du khalife sont le signe particulier de la protection spirituelle de notre Prophète ». Selon un auteur anonyme français contemporain, la plus grande partie de ces troupes n'existe qu'en imagination ou sur le papier. Alors qu'un tabor (bataillon) compte théoriquement 1 000 hommes, leur effectif moyen, dans le meilleur cas, est de 800 ou 850. Un escadron de cavalerie de 750 chevaux sur le papier n'en a guère que 70 ou 75. Seule l'artillerie est à peu près à effectif complet.
Le même auteur anonyme fait pourtant l'éloge du soldat turc, capable de continuer le combat dans les conditions les plus difficiles :
« Quand il est bien exercé (...) le Turc est un soldat incomparable, le premier soldat du monde. Il marche à la mort avec joie puisque, sur le champ de bataille, elle est un martyr qui lui vaut le paradis [Note : Les bulletins officiels ottomans ne disent pas : "Nous avons tant de tués" mais "Nous avons tant de martyrs".] ; il est d'une inébranlable ténacité et sa religion même lui fait une loi de la sobriété. (...) Après la guerre de Serbie, on voyait les régiments revenir à Constantinople, le teint hâve, les yeux creux, n'ayant sur le dos souvent que des lambeaux d'uniforme, les pieds chaussés de mauvaises sandales, les jambes guêtrées de chiffons bariolés qui suppléaient aux pantalons en charpie. Eh bien ! ces soldats avaient des armes étincelantes et la mine fière sous leurs haillons, tant il est vrai qu'ils sont nés pour la guerre ; et, sans qu'on leur accordât le temps de se refaire, ils repartaient avec la même ardeur pour aller sur le Danube ou en Asie faire tête à un nouvel ennemi. »
Armée ottomane en 1877
Il est difficile de connaître l'effectif exact des troupes ottomanes. Un observateur français, se disant « officier supérieur », écrit que « l'incertitude la plus grande régnait, au début des hostilités, sur les effectifs, le nombre des unités, le groupement et les emplacements des troupes turques en Asie ». Il en donne l'état suivant, avant le début de la guerre contre la Russie :
En Europe :
- Armée du Danube (Abdülkerim Nadir Pacha) : 5 corps d'armée à Vidin, Roussé, Tutrakan, Silistra et Tulcea
  - 120 bataillons d'infanterie dont 30 de chasseurs à pied, 64 escadrons de cavalerie régulière, 68 batteries d'artillerie (à 6 pièces chacune), soit 100 000 hommes de troupes régulières avec 10 000 chevaux et 400 pièces d'artillerie de campagne, plus 20 000 en réserve à Choumen
  - 50 000 bachi-bouzouks et sipahis
- Corps d'armée de Bosnie-et-Herzégovine (Suleiman Pacha)
  - 20 000 hommes et 30 canons
- Corps d'armée d'Albanie (Dervich Pacha) : 10 000 hommes et 30 canons
- Contingents des pays vassaux débarqués à Varna :
  - 9 000 Égyptiens, devant être portés à 20 000
  - 4 000 Tunisiens et Tripolitains
- Réserve de mustahfiz destinés à l'armée du Danube :
  - 90 bataillons de 600 hommes, soit 54 000 hommes
  - Une levée de volontaires qui pourrait atteindre 150 000 hommes[25].

En Asie :

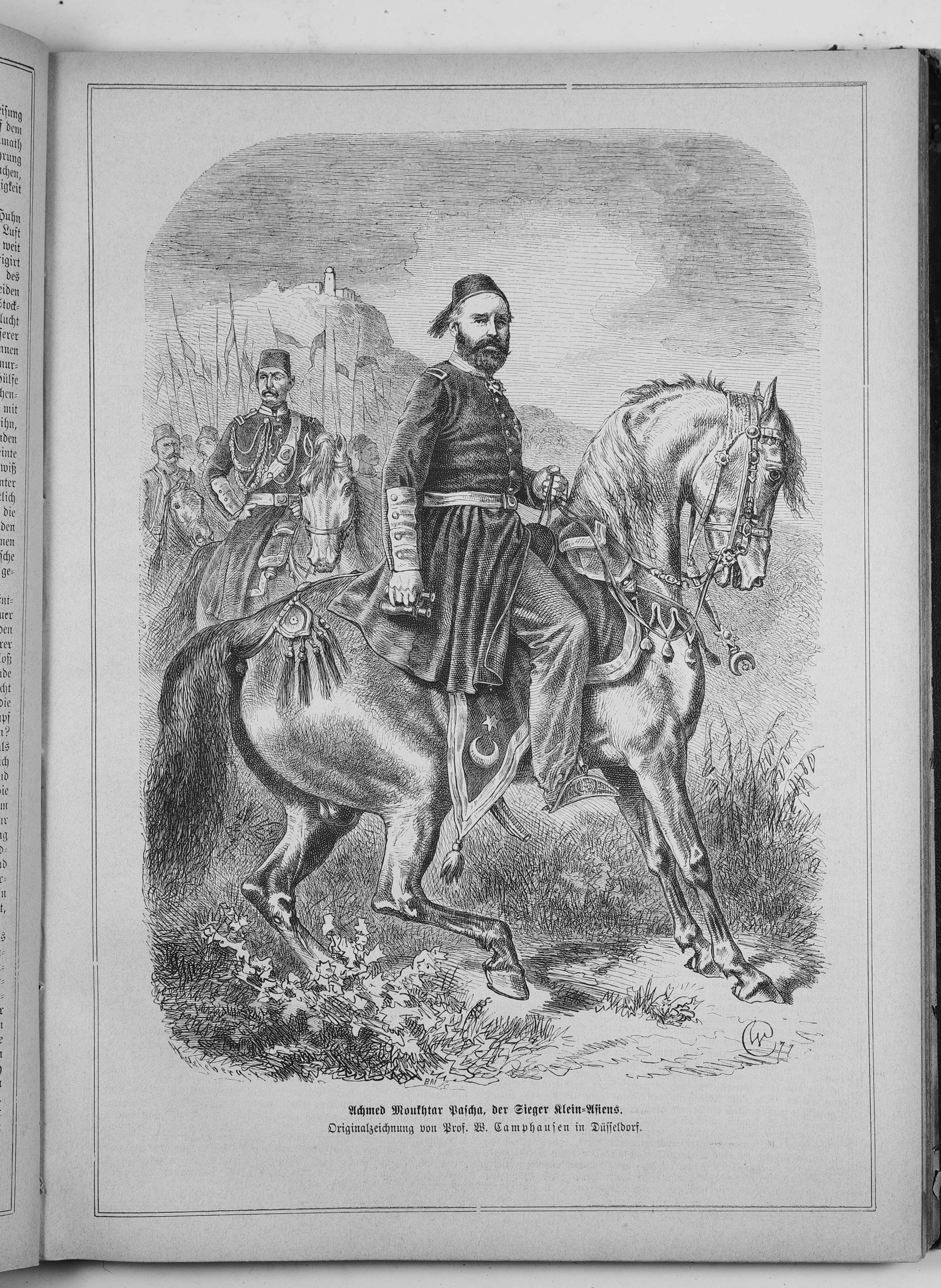
« Ahmed Muhtar Pacha, le vainqueur d'Asie mineure », gravure allemande. Die Gartenlaube, 1877.

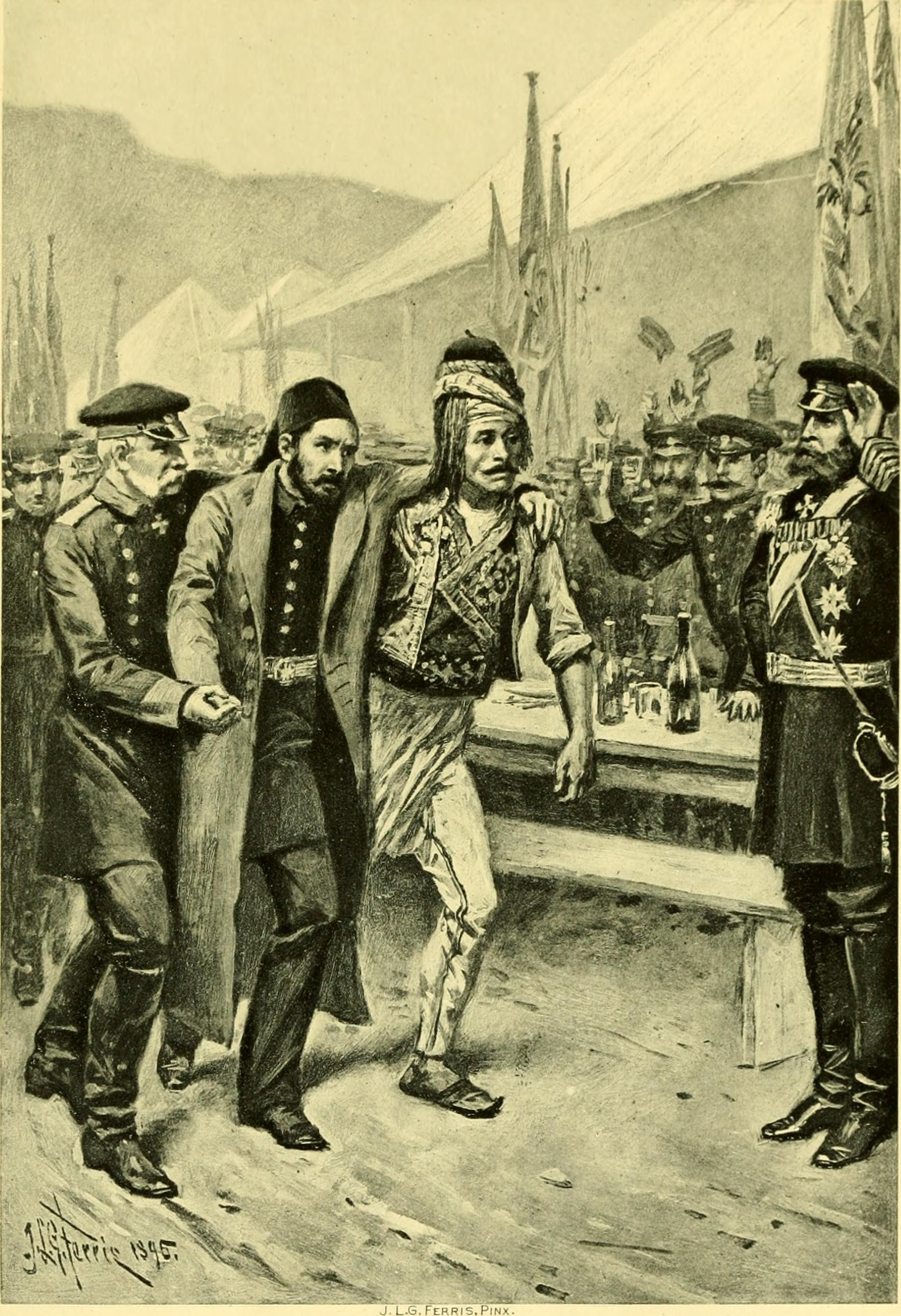
Osman Pacha, blessé, capturé par les Roumains alliés des Russes au siège de Plevna en 1877.

- Armée d'Arménie (Ahmed Muhtar Pacha)
  - 90 bataillons d'infanterie dont 20 de chasseurs à pied
  - 18 escadrons de cavalerie
  - 23 batteries d'artillerie à 6 pièces, soit 70 000 hommes, 5 000 chevaux et 138 canons
  - 5 grandes forteresses : Kars, Trébizonde, Batoumi, Erzurum et Beyazit
  - 20 000 bachi-bouzouks et sipahis[26].

En fait, pour des raisons financières, l'Égypte renonce à envoyer les renforts prévus ; la régence de Tunis n'envoie que quelques volontaires ; celle de Tripoli, un régiment d'infanterie, un de cavalerie et un bataillon de chasseurs ; et le chérif de La Mecque, 4 000 volontaires.
Un autre auteur anonyme français évalue les forces ottomanes aux effectifs suivants :
- Armée du Danube (Osman Pacha), QG à  Choumen : 231 bataillons d'infanterie et 96 escadrons de cavalerie (210 000 hommes, 8 000 chevaux, 318 pièces d'artillerie)
  - Ier corps d'armée à Roussé
  - IIe corps d'armée à Choumen
  - IIIe corps d'armée à Vidin et Niš
- Armées des Balkans :
  - 50 000 hommes face à la principauté du Monténégro, alliée des Russes, et à d'éventuels rebelles
  - 12 000 à 15 000 hommes en Thessalie et Épire   pour surveiller la frontière du royaume de Grèce
- Armée d'Asie (Ahmed Muhtar Pacha), QG à Erzurum, très mal structurée en-dehors de quelques forteresses (213 000 hommes sur le papier mais plutôt 75 000 à 80 000 en fait, 3 000 hommes de cavalerie régulière, 100 pièces d'artillerie de campagne et 574 d'artillerie de position)
  - 4 grandes forteresses : Batoumi, Ardahan, Kars et Erzurum
- Cavalerie irrégulière : 100 000 à 120 000 bachi-bouzouks[22]

La « guerre de 93 » (1877 correspond à l'année 1293 dans le calendrier administratif ottoman) amène l'Empire au bord de sa perte. L'armée ottomane subit une nouvelle série de défaites sur les deux fronts des Balkans et du Caucase. Elle résiste pendant 9 mois mais, le 31 janvier 1878, le sultan doit se résoudre à signer l'armistice d'Edirne et accepter les exigences russes : une fois de plus, l'intervention des puissances occidentales sauve l'Empire ottoman en obligeant le tsar à arrêter ses troupes. Le Parlement ottoman, récemment créé par la Constitution de 1876, est convoqué le 13 février 1878. Les députés commencent à critiquer le gouvernement et la conduite des opérations militaires : le sultan Abdülhamid II réplique par la dissolution de l'assemblée, mettant fin à la première période constitutionnelle ottomane et à une tentative sans précédent de contrôle civil sur les forces armées.

Images des forces ottomanes
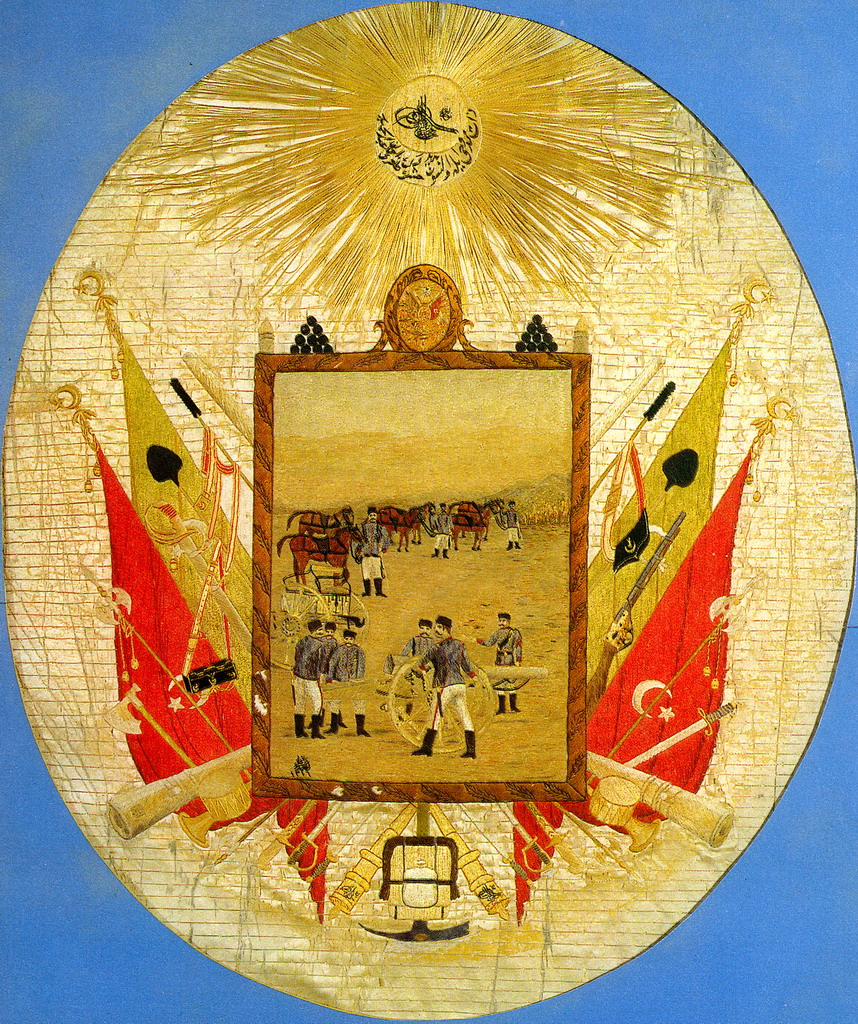
Image d'un régiment d'artillerie ottoman sur fond d'armoiries, n.d.
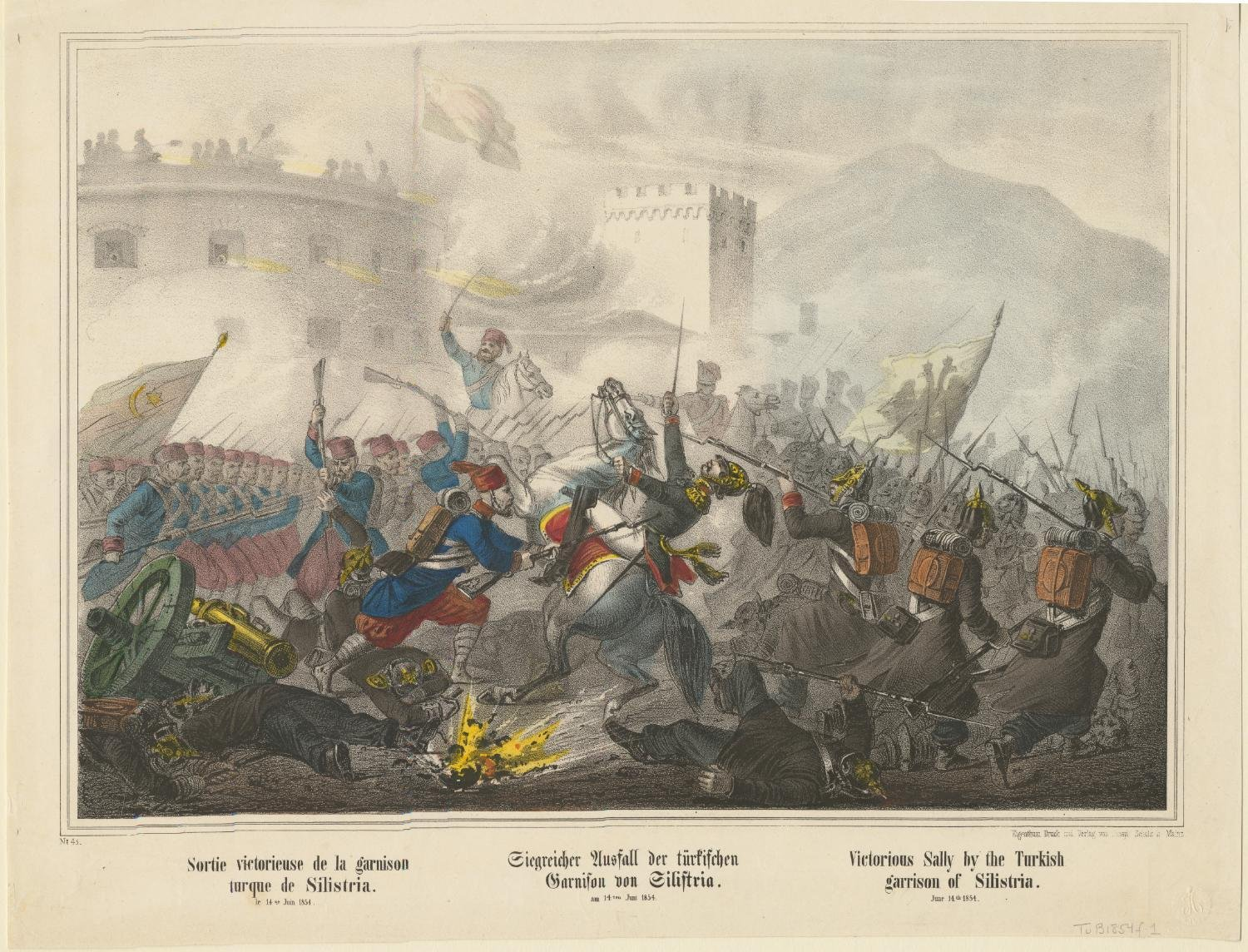
Sortie de la garnison ottomane lors du siège de Silistra en 1854, gravure allemande.
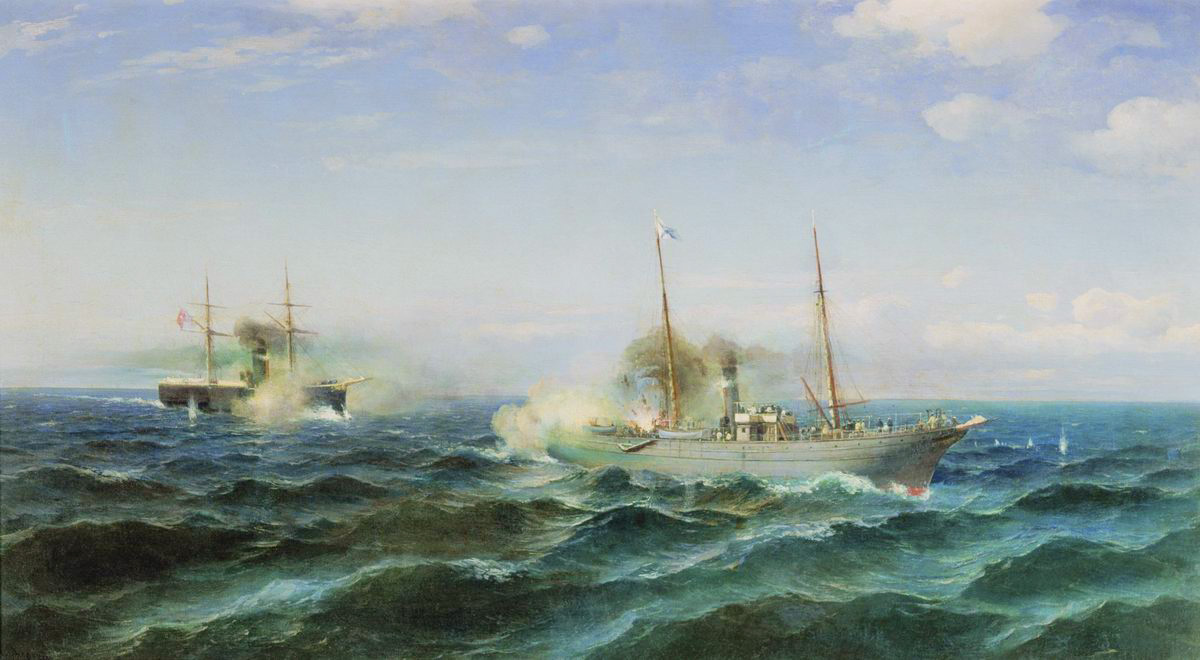
Bataille navale opposant le cuirassé ottoman Feth-i Bulend (en) à la canonnière russe Vesta en 1877, peinture russe par Roufim Soudkovski.
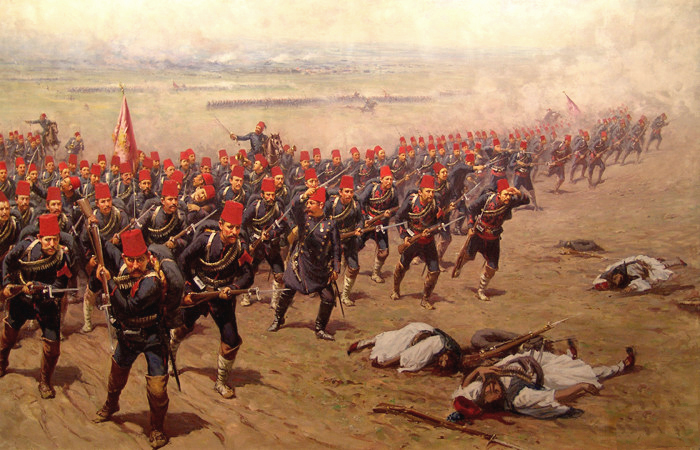
Bataille de Domokos pendant la guerre gréco-turque de 1897, peinture ottomane par Fausto Zonaro.

### Une armée à reconstruire
Pour reconstruire son armée, Abdülhamid II fait appel à l'Empire allemand qui, après sa victoire dans la guerre franco-allemande de 1870, fait figure de première puissance militaire du continent. Helmuth von Moltke, devenu entre-temps chef d'état-major général de l'armée allemande, envoie une mission militaire allemande commandée par le major général Otto Kähler (de) puis, après sa mort, par le colonel Colmar von der Goltz. Celui-ci réorganise l'école d'état-major sur le modèle de l'Académie de guerre de Prusse, et envoie les élèves-officiers pour des séjours en Allemagne. Son ouvrage, La Nation en armes, publié en 1883, recommande une intense préparation militaire et un statut social prestigieux pour les officiers : il devient « une sorte de bible » pour les militaires ottomans,.
En 1891, sur une proposition du général (futur maréchal) Zeki Pacha (en), Abdülhamid II crée un corps de cavalerie irrégulière recrutée principalement parmi les tribus kurdes, sur le modèle des cosaques de l’armée russe. Ces régiments, baptisés Hamidiés en l’honneur du sultan, doivent monter la garde sur les frontières du Caucase mais aussi réprimer les revendications des Arméniens.
L'autre théoricien du militarisme ottoman est un intellectuel civil turc, Ahmed Rıza. Dans ses ouvrages, publiés en exil en France et en Égypte, il explique que l'armée a fait la grandeur de l'Empire depuis le temps des sultans conquérants par ses vertus de bravoure, discipline, mais aussi de justice et tolérance envers les vaincus. Les chefs militaires, choisis pour la grandeur de leur caractère, pouvaient imposer des limites au despotisme des sultans et des favoris corrompus. Le temps de la guerre de conquête (ghâzâ) était passé mais l'armée avait encore un rôle essentiel à jouer dans la défense de la patrie : elle devait former une nouvelle élite, capable d'attirer les classes cultivées sans distinction de race ou de religion, et propager dans la nation les valeurs de patriotisme et sens du devoir. Ses idées se diffusent clandestinement dans les milieux d'opposition.
À partir de 1889, le despotisme d'Abdülhamid donne lieu au mouvement contestataire des Jeunes-Turcs qui se manifeste d'abord dans le milieu militaire, parmi les élèves de l'École de médecine militaire puis ceux de l'École de guerre et de l'École navale (en), ceux des écoles supérieures civiles et chez les jeunes officiers gagnés par les idées modernes. En 1897, la police du sultan découvre un complot parmi les élèves de l'École de guerre : une centaine d'entre eux sont relégués en Tripolitaine. Les officiers sont espionnés et peuvent être rétrogradés, démis ou envoyés dans des provinces lointaines sur le soupçon d'opposition au sultan. En 1906, sur dénonciation d'un gouverneur local, Zeki Pacha procède à une purge des cadres de la 4e armée sur la frontière du Caucase russe, y compris des commandants des Hamidiés. Ces soupçons étaient peut-être fondés car certains officiers ottomans avaient secrètement pris contact avec les fédaïs arméniens.
La guerre gréco-turque de 1897 marque une revanche provisoire pour l'Empire ottoman qui récupère une partie de la Thessalie. Mais le despotisme d'Abdülhamid suscite une opposition croissante chez les jeunes officiers attirés par le mouvement nationaliste des Jeunes-Turcs. La révolution de 1908, partie des garnisons de Monastir et de Salonique, met fin à l'autocratie et rétablit la Constitution de 1876. En 1909, c'est encore l'armée de Salonique qui marche sur Constantinople et met en échec le soulèvement contre-révolutionnaire hostile à la Constitution.

### Finances et mutineries

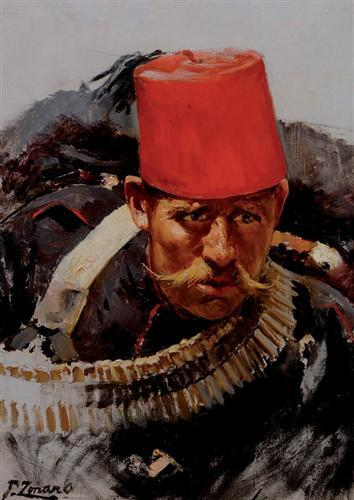
Soldat ottoman à la bataille de Domokos, toile de Fausto Zonaro, 1901.

La situation critique de l'armée est largement liée à la faiblesse de l'économie de l'Empire ottoman et au désordre des finances publiques. Ce n'est qu'en 1884 que le général Kähler, chef de la mission allemande, obtient l'instauration d'un véritable budget prévisionnel. Le ministère de la Guerre ne perçoit que 2 millions de livres turques par an en argent liquide, le reste en bons du trésor à récupérer sur les recettes fiscales locales : la solde est presque toujours payée avec des retards considérables, les officiers ne reçoivent leur dû que 4 ou 5 mois par an et les soldats deux fois dans l'année, pour les anniversaires de la naissance et de l'avènement du sultan. L'encadrement est à la fois trop nombreux, environ 20 000 officiers pour 140 000 hommes, et trié selon des critères de faveur : le sultan promeut les cadres en fonction de leur loyauté, avec une préférence pour la garde impériale, la 1re division qui assure la surveillance de la capitale et sa propre maison militaire, et se méfie des officiers d'éducation moderne, politiquement moins sûrs. En 1889-1900, l'effectif a remonté (140 000 hommes dans l'armée de terre, 44 000 dans la gendarmerie, non compris l'artillerie et la marine) mais la question de la solde n'est pas résolue. Des mutineries éclatent à Monastir et Salonique dès 1884, à Erzurum en 1904. Le record semble établi par des troupes en garnison au vilayet du Yémen qui ne touchaient pas leur solde depuis 9 ans : rapatriées vers la Roumélie par le canal de Suez en 1907, elles se mutinent à Beyrouth, occupent le siège de la Banque ottomane et prennent en otage des fonctionnaires avant d'être payées. Les réfractaires au service militaire sont nombreux : ils sont estimés à 100 000 en 1889.
Le renvoi des soldats à la fin de leur service donne lieu à une agitation récurrente car ils refusent de partir avant d'avoir touché leurs arriérés de solde : des désordres se produisent ainsi en 1888 à Constantinople ; en 1889 à Erzurum, où un colonel finit par déserter avec une partie de ses hommes pour passer au service de la Perse, et à Edirne ; en 1901 dans le régiment de marine de l'Arsenal impérial ottoman. En 1902 à Gjakovë, dans le vilayet du Kosovo, un meurtre entre deux familles albanaises rivales donne lieu à des affrontements entre les habitants, les gendarmes, eux aussi d'origine albanaise, et les soldats ottomans du régiment de Pejë ; l'agitation s'étend aux autres garnisons de la province, engagées dans la lutte contre la rébellion bulgare et albanaise, et 67 officiers envoient une pétition au sultan pour réclamer leurs arriérés de solde et de l'avancement. Ces incidents se multiplient à partir de 1904 et culminent avec la révolution de 1908.
Armée ottomane en 1908
- 1re armée à Constantinople et sur le Bosphore, certaines unités en Asie mineure
- 2e armée à Edirne plus l'inspection de 6 divisions redif et une brigade
- 3e armée en Roumélie occidentale (Albanie ottomane, Kosovo et Macédoine) plus une division à Aydın (Anatolie occidentale)
- 4e armée sur la frontière du Caucase plus l'inspection de 4 divisions redif[42]

Forces ottomanes en voie de modernisation
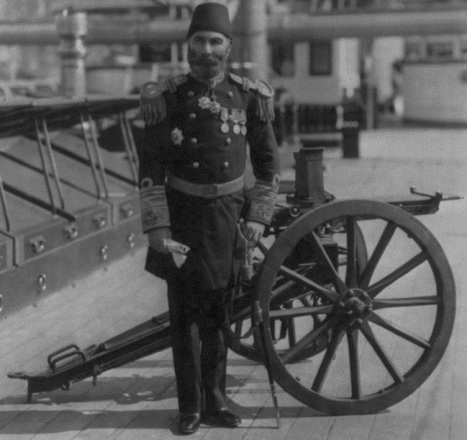
Commandant ottoman devant une mitrailleuse Nordenfelt, après 1873.
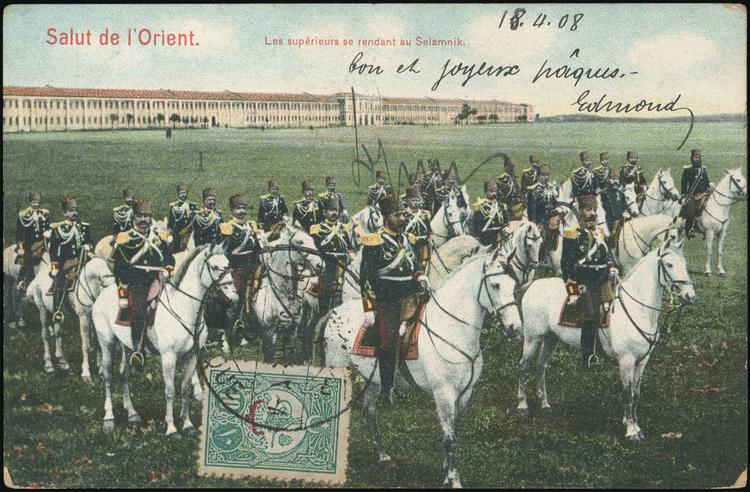
Cavalerie ottomane au camp de Stavroúpoli, aujourd'hui Pavlos Melas (Grèce), carte postale de 1908.
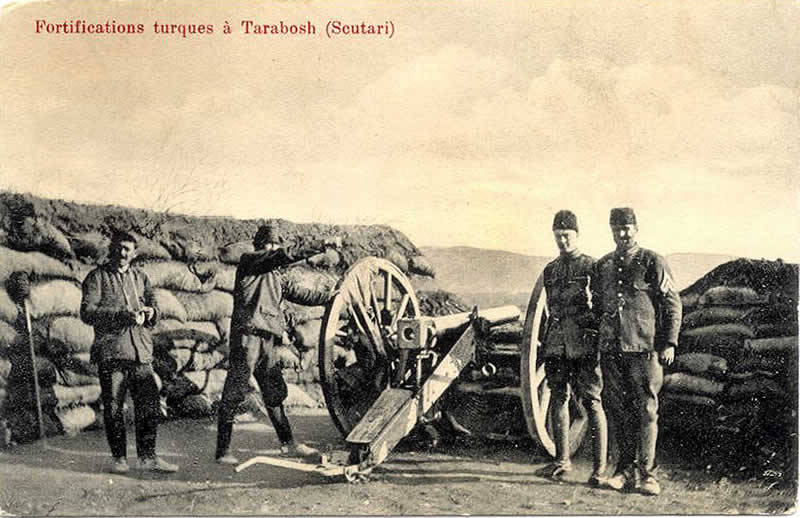
Artilleurs ottomans à Shkodër (Albanie), 1912-1913.

### Les réformes des Jeunes-Turcs

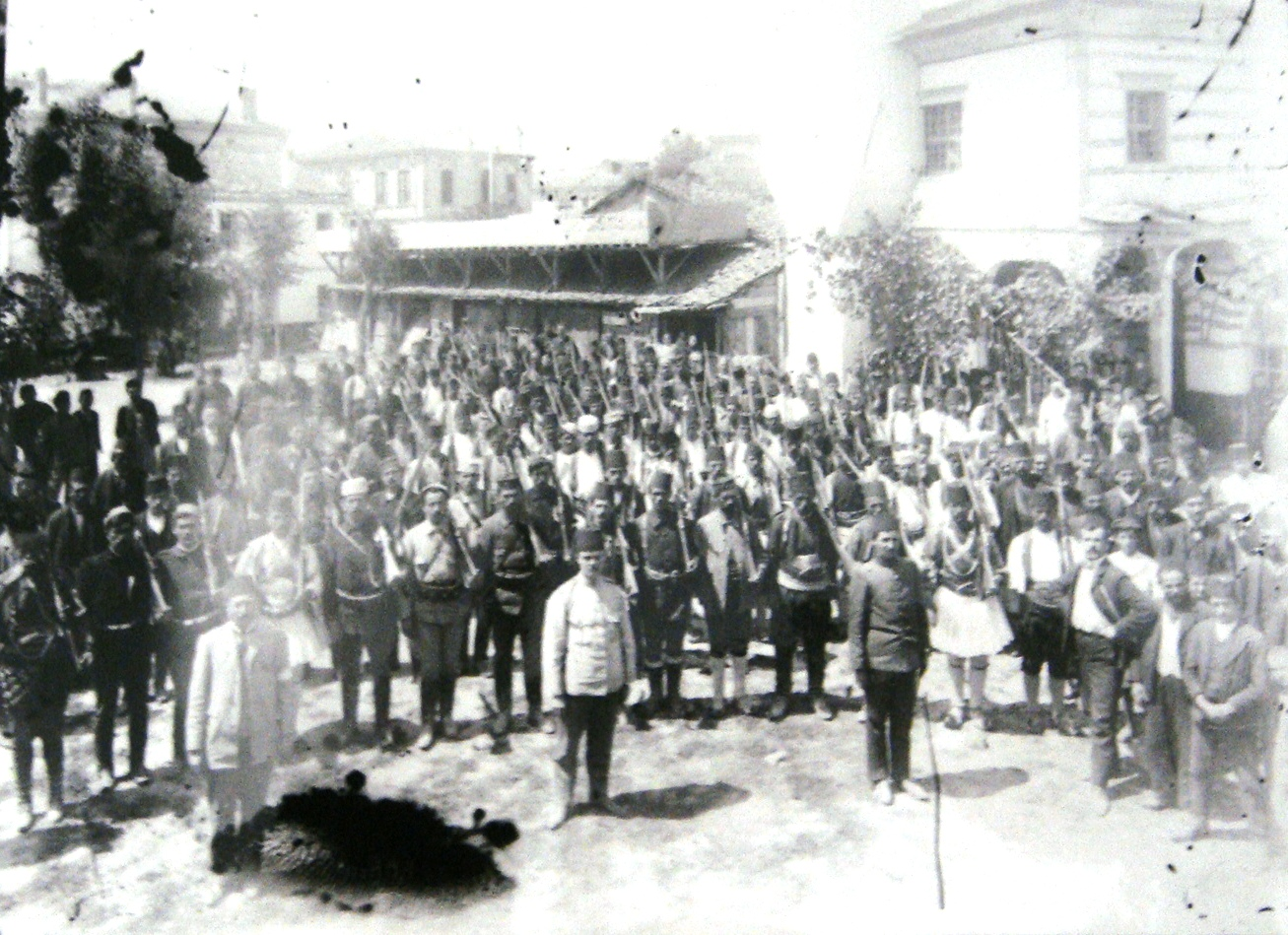
Militaires turcs de Kastoria fraternisant avec des volontaires civils, entrant à Monastir pendant la révolution des Jeunes-Turcs en 1908.

L'Empire ottoman a une longue tradition de soulèvements militaires : les janissaires ont déposé ou tué plusieurs sultans. Mais leurs révoltes n'avaient en général qu'un caractère corporatiste alors que les Jeunes-Turcs visent à réformer l'armée et la société. Un attaché militaire français résume leurs ambitions : « La Turquie possède, en son soldat, un instrument de combat de premier ordre, dont les qualités natives d'endurance, de bravoure et de mépris de la mort sont tout aussi vivaces qu'au temps de Mahomet II le Conquérant. Il lui faut maintenant des chefs qui sachent façonner cet instrument et s'en servir. Il faut élaborer des lois qui garantissent le jeu régulier des institutions militaires ; il faut éliminer du corps des officiers toutes les inutilités et les incapacités qui l'encombrent ; il faut organiser les exercices d'application et multiplier les manœuvres en tout genre, pour mettre les autres à la hauteur du rôle qui leur incombe en temps de paix comme en temps de guerre ». De juillet à septembre 1908, le ministre de la Guerre est changé trois fois, celui de la Marine est limogé, tout comme le grand maître de l'Artillerie, le maréchal Zeki Pacha (en). La maison militaire du sultan est réduite de 686 officiers, fonctions pour la plupart purement honorifiques, à 35. Une commission de révision des grades met à la retraite les officiers trop âgés ou incapables et rétrograde ceux qui avaient eu une promotion trop rapide, souvent des officiers peu instruits, sortis du rang, qui avaient été favorisés par Abdülhamid, et radie de l'armée sans pension ceux qui avaient agi comme espions de la police du sultan alors que des généraux favorables aux idées nouvelles comme Mahmoud Chevket Pacha, Kölemen Abdullah Pacha (en) ou Nazım Pacha, tenus à l'écart sous le régime absolutiste, sont promus. Une gazette militaire est créée en septembre 1908 pour transmettre aux officiers l’esprit des réformes. Le ministère de la Guerre fait traduire les manuels militaires de l'armée allemande. Les manœuvres sur le terrain et les exercices de tir, depuis longtemps négligés, sont remis en vigueur sous la tutelle des conseillers militaires allemands. Ces derniers s'efforcent d'améliorer le niveau d'éducation des officiers, mais aussi des sous-officiers, et d'élever une partie des soldats au niveau de caporal. Chaque division doit comporter un régiment modèle d'infanterie et un de cavalerie. Une école de tir d'infanterie est ouverte à Üsküdar.

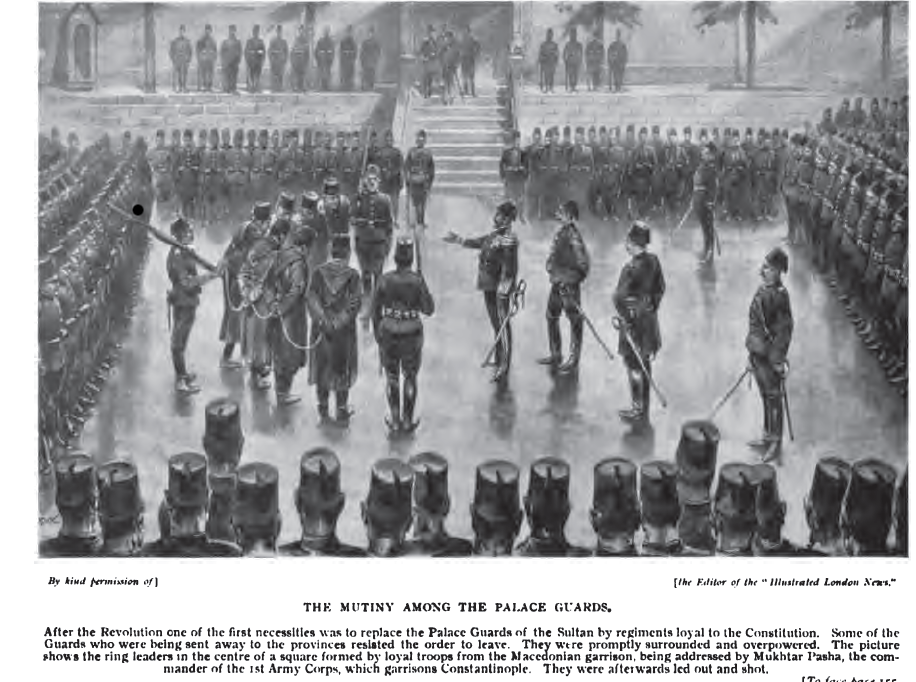
Les troupes de l'armée de Macédoine arrêtent les gardes du sultan et rétablissent la Constitution à l'issue de la contre-révolution de 1909. Illustration de Charles Roden Buxton, Turkey in Revolution, 1909.

Les nouvelles autorités s'inquiètent cependant de l'esprit revendicatif et de la politisation croissante des jeunes officiers tandis que des complots se forment entre les softas (étudiants religieux des médersas) qui craignent d'être assujettis au service militaire, les fonctionnaires déchus et les officiers dégradés ; ils aboutissent à la contre-révolution de mars-avril 1909, avec l'appui du sultan. Ce mouvement est réprimé par l'armée de Macédoine qui impose le retour à la Constitution de 1876. Abdülhamid II est déposé et remplacé par son frère Mehmed V ; les unités les plus compromises dans la contre-révolution sont dissoutes. Dans les provinces de l'Est, le gouvernement constitutionnel intervient pour mettre fin aux massacres d'Adana contre les Arméniens et purger les garnisons de Van et Erzurum. Ibrahim Pacha, chef tribal kurde et général des Hamidiés, tente de s'emparer de Damas à la tête de 15 000 Kurdes fidèles à Abdülhamid ; se voyant isolé, il évacue la ville. Il est tué sur la route par des Arabes Chammar partisans du régime des Jeunes-Turcs. L'origine ethnique, autant que les idées politiques et le milieu social, commencent à créer des clivages dans le corps des officiers. La révolte albanaise de 1912 (en) trouve de nombreux soutiens parmi les soldats d'origine albanaise, ce qui rend inefficaces les efforts de reprise en main. En 1913, des officiers d'origine arabe fondent la société secrète Al-'Ahd (« l'Union ») qui regroupera 315 des 490 officiers arabe de l'armée ottomane, et le gouvernement doit démentir une rumeur répandue par la presse égyptienne selon laquelle tous les officiers arabes allaient être licenciés. Bien que les soldats albanais et arabes se soient généralement montrés fidèles pendant les guerres balkaniques, certains officiers albanais sont purgés après la défection d'Essad Pacha à l'issue du siège de Shkodër (en).
L'instabilité politique, la révolte albanaise et la guerre italo-turque de 1911 viennent perturber l'application des réformes de 1909-1910 et l'armée ottomane sera en plein milieu d'une réorganisation difficile lorsque surviennent les guerres balkaniques de 1912-1913.

### Un recrutement inégal

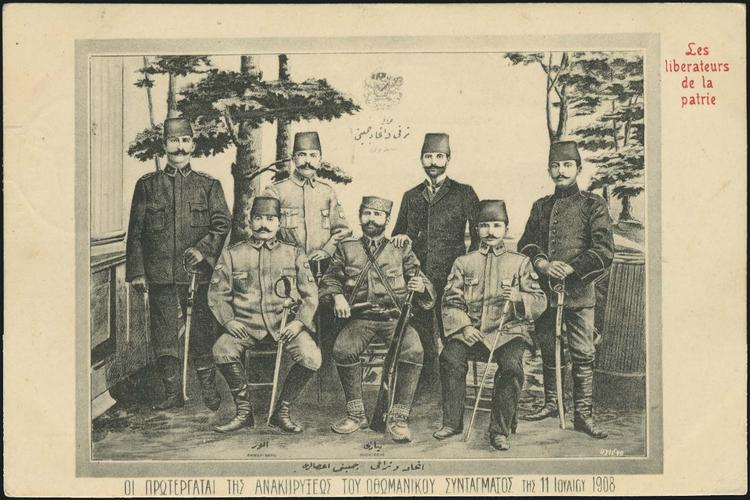
« Les libérateurs de la patrie » : militaires et fonctionnaires ottomans fraternisant avec un chef rebelle pendant la révolution de 1908, carte postale grecque de 1908.

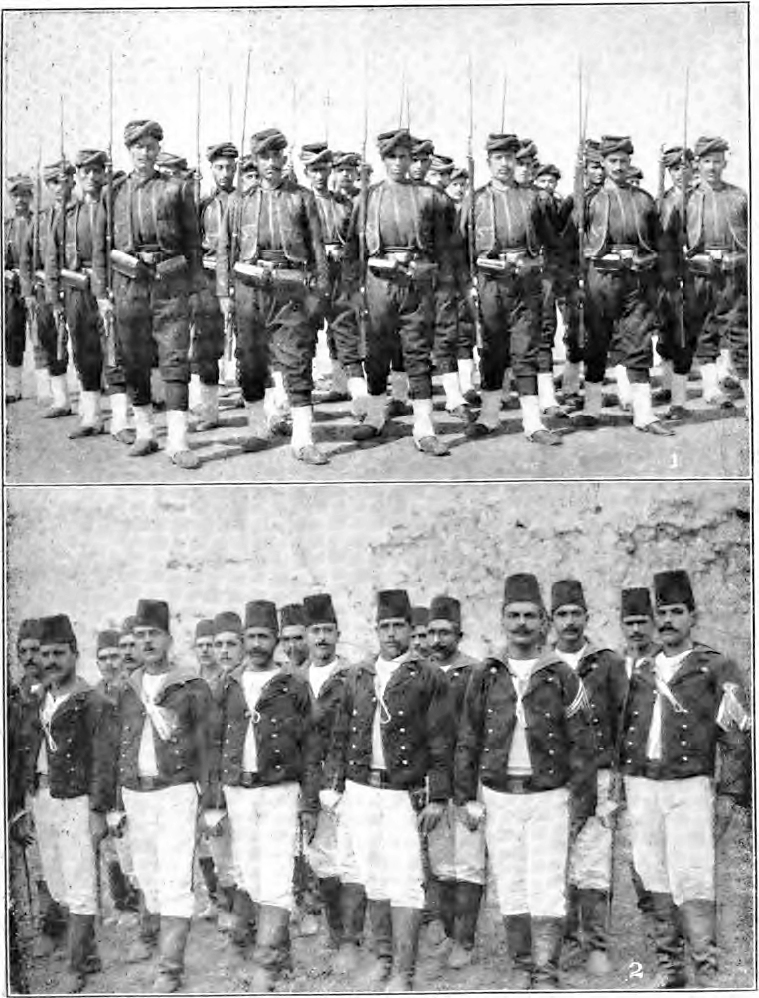
Fantassins (en haut) et marins (en bas), 1912.

La conscription des sujets chrétiens est déjà discutée à l'époque des chartes de Gülhane de 1839 et 1856 qui proclament l'égalité des sujets de toute confessions mais se heurte à de fortes résistances, aussi bien du côté des musulmans que des chrétiens : ces derniers préfèrent payer la taxe d'exemption (bedel askeri). Les seuls chrétiens de l'armée ottomane au XIXe siècle sont, outre les conseillers militaires occidentaux, quelques petites unités de volontaires polonais, bulgares et libanais. Ce n'est d'ailleurs pas le seul cas d'exemption : les musulmans de Bosnie et d'Albanie refusent le service militaire jusqu'aux années 1860 et il faut le leur imposer par la force. Les Bosniaques obtiennent de ne faire leur service que dans leur province sous des officiers du pays, privilège dont ils bénéficiaient déjà avant le Tanzimat. L'application de la conscription est aussi tardive dans les provinces arabes et kurdes, traditionnellement exemptes, de même que la Crète.
Les musulmans citadins de Constantinople sont traditionnellement exemptés de service bien que, parmi les officiers instruits, beaucoup soient stambouliotes. Les étudiants des médersas (écoles religieuses musulmanes), les enseignants, médecins, vétérinaires peuvent aussi bénéficier d'exemptions. Les muhacir (en), réfugiés musulmans des Balkans ou du Caucase, sont exemptés de service pendant les 6 premières années de leur installation et, en fait, la plupart ne servent que dans la réserve (redîf).
Un rescrit impérial, approuvé par vote du Parlement en juillet 1909 et appliqué à partir de novembre 1909, ordonne la conscription des sujets non musulmans : les rapports prévoient qu'ils doivent constituer 25 % de l'effectif de l'armée (Grecs 12,5 %, Arméniens 4,5 %, Serbes et Bulgares 4 %, Syriens, Levantins et Israélites 4 %). Des mesures sont prises pour qu'ils puissent pratiquer leur culte et servir dans des garnisons proches de leur domicile familial. La loi réduit la durée du service à 2 ans au lieu de 3 pour les soldats envoyés sous les climats chauds, en Irak, Arabie, Yémen et Fezzan, considérés comme « débilitants ».
La mobilisation est appliquée aux non-musulmans lors de la première guerre balkanique de 1912-1913 : seul le premier ban des réservistes (25–28 ans) est appelé. Une fois enrôlés, ils se montrent généralement loyaux et on voit des Bulgares ottomans se battre courageusement contre leurs compatriotes du royaume de Bulgarie ; les conscrits grecs et arméniens se conduisent aussi de manière satisfaisante. Cependant, on voit aussi des sujets non-musulmans fuir la conscription ottomane pour aller s'engager dans les armées des royaumes balkaniques.
Les premiers élèves officiers chrétiens et juifs, en très petit nombre, ne sortent des écoles militaires qu'en 1912.
La loi sur le recrutement du 12 mai 1914 abolit les divisions de réserve et astreint les réservistes à faire des périodes d'instruction dans les unités d'active ; Enver Pacha souhaite que tous les sujets, même ceux qui paient la taxe d'exemption, reçoivent un minimum d'entraînement pour contribuer à la défense du pays. La loi prévoit aussi que les conscrits servent dans leur région d'origine : cette mesure, appliquée de façon hâtive, entraîne des déplacements massifs de soldats et d'officiers d'une province à l'autre et favorise la propagation d'épidémies.

### L'armée réformée à l'épreuve du feu
Si la guerre de 1897 contre la Grèce opposait des armées de niveau comparable, la guerre italo-turque de 1911-1912 est une guerre asymétrique : la petite armée turque d'Enver Pacha qui défend la régence de Tripoli, dernière possession ottomane en Afrique du Nord, est très éloignée de ses bases et dispose de peu de moyens face à l'armée italienne dotée d'un éventail complet de moyens terrestres, maritimes et, pour la première fois, aériens. Les Ottomans, soutenus par les tribus arabes et berbères autochtones, ne peuvent prendre d'assaut les périmètres fortifiés sur la côte, tenus par les Italiens, et recourent à des tactiques de guérilla. Plusieurs officiers qui s'illustreront dans les guerres suivantes font leurs premières armes en Tripolitaine : Enver, Halil, Ali Fethi et Mustafa Kemal, futur « Atatürk ». Des conseillers militaires ottomans restent secrètement présents jusqu'en 1919 auprès de la confrérie Sanousiyya qui mène une guérilla contre les Italiens.

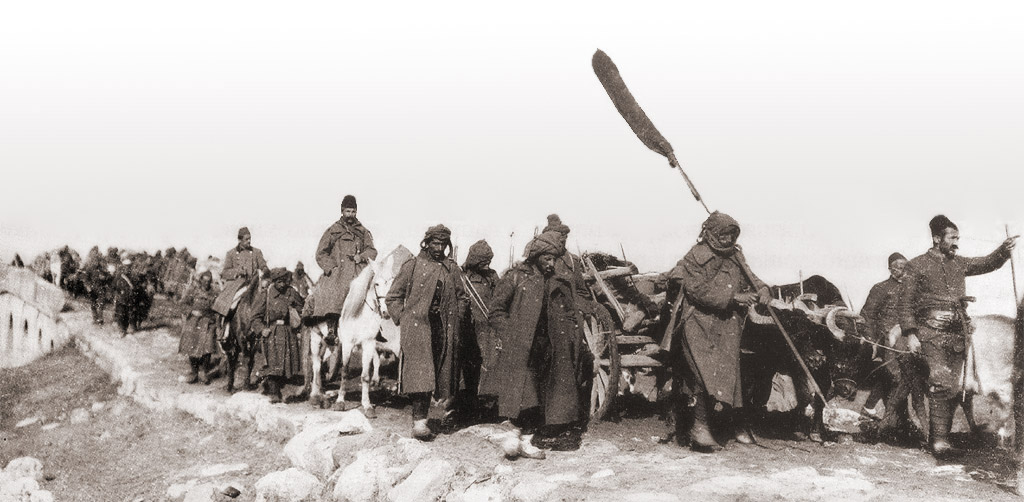
L'armée ottomane battant en retraite après la bataille de Lüleburgaz en novembre 1912.

La première guerre balkanique trouve une armée en pleine réorganisation. Malgré des conditions météorologiques défavorables, le chef d'état-major Nazım Pacha ordonne une offensive générale contre des troupes bulgares et grecques supérieures en nombre : les forces ottomanes sont rapidement en débâcle. L'état des transports ne permet pas d'approvisionner les troupes de première ligne ni d'acheminer rapidement les renforts venus d'Asie, de Libye et du Yémen ; par exemple, les voies ferrées de Kirk Kilissé et de Lüleburgaz ne sont pas achevées. Le matériel de radio, importé d'Allemagne, est peu utilisé faute d'horaires précis pour la transmission et la plupart des fourgons de T.S.F. tombent aux mains des Bulgares pendant la retraite de Çatalca. L'artillerie, considérée comme le meilleur corps de l'armée ottomane, est mal employée et ne retrouve sa cohésion que sur la dernière ligne de défense lors de la bataille de Çatalca. La petite aviation ottomane, en cours de formation, ne fait qu'une apparition symbolique.
Les jeunes officiers du groupe des Trois Pachas (Enver, Djemal et Talaat) refusent un armistice de janvier 1913 qui laisserait Edirne, ancienne capitale ottomane, aux mains des Bulgares : ils mènent un coup d'État où Nazım Pacha est assassiné et font nommer Mahmoud Chevket Pacha comme grand vizir. Cependant, la reprise des combats est de nouveau défavorable aux Ottomans. Ils sont sauvés par les désaccords entre leurs adversaires pour le partage de la Macédoine : la Bulgarie est battue dans la Deuxième guerre balkanique qui l'oppose aux Serbes et aux Grecs, ce qui permet aux Ottomans de reprendre Edirne (el).
L'issue de cette guerre affecte aussi les relations de l'Empire ottoman avec les puissances européennes. Djemal Bey peut dire à l'attaché militaire français : « En somme, c'est avec les Allemands que nous pouvons le mieux nous entendre car nous avons un ennemi commun : les Slaves ».
Armée ottomane en 1912
- 2e armée dans les Balkans
  - Ve corps
    - 13e, 14e et 15e divisions

  - VIe corps
    - 16e, 17e et 18e divisions

  - Réserve d'armée
    - 22e, 23e et 24e divisions
- 1re armée en Thrace
  - Ier corps
    - 1re, 2e et 3e divisions

  - IIe corps
    - 4e, 5e et 6e divisions

  - IIIe corps (en)
    - 7e, 8e et 9e divisions

  - IVe corps
    - 10e, 11e et 12e divisions
- 3e armée dans le Caucase
  - IXe corps
    - 28e et 29e divisions

  - Xe corps
    - 30e, 31e et 32e divisions

  - XIe corps
    - 33e et 34e divisions
- 4e armée en Mésopotamie
  - XIIe corps
    - 35e et 36e divisions

  - XIIIe corps
    - 37e et 38e division

  - Réserve d'armée
    - 42e division
- VIIIe corps en Syrie
  - 25e, 26e et 27e divisions
- XIVe corps en Arabie ottomane et Yémen
  - 39e, 40e, 41e et 43e divisions[77].

### Dernière veillée d'armes
Les lendemains de la guerre trouvent une armée divisée et affaiblie. Un officier peut dire : « Notre armée est à jamais victime de la politique. Ce sont nos généraux politiciens et nos héros de la liberté qui nous ont amenés au point où nous en sommes. Nous ne pouvons plus échapper au sort qui nous attend. Il n'y a pas que des haines, il y a du sang entre nous ». Par le traité de Londres, signé le 30 mai 1913, l'Empire perd la plus grande partie de ses provinces européennes ; le grand vizir Mahmoud Chevket Pacha est assassiné quelques jours plus tard. Un complot de l'Entente libérale contre le gouvernement jeune-Turc, avec des ramifications dans l'armée, est déjoué. Le général Ahmed Izzet Pacha, nouveau ministre de la Guerre et défavorable à la politisation de l'armée, est évincé par le groupe des Trois Pachas : Enver Bey, devenu par promotion Enver Pacha, général et ministre de la Guerre, Djemal Bey, devenu Djemal Pacha, ministre de la Marine, et Talaat Pacha, ministre de l'Intérieur. En décembre 1913, ils obtiennent l'envoi d'une nouvelle mission militaire allemande dirigée par Otto Liman von Sanders, avec un noyau de 50 officiers. Dans l'armée, 25 généraux de division sur 27 sont mis à la retraite, le nombre de divisions est ramené de 43 à 36 et les divisions de réserve supprimées ; les réservistes sont intégrés par petites unités dans les divisions d'active. Le service militaire est maintenu en trois périodes de 3, 6 et 9 ans, et le service dans la territoriale porté de 2 à 7 ans. Les conscrits sont désormais assignés à servir dans leur région d'origine, ce qui réduit les causes de mécontentement, sauf dans les garnisons d'Arabie et du Yémen qui sont formées de petits contingents venus de tout l'Empire. La jeunesse reçoit une préparation paramilitaire à travers le scoutisme, institué en 1913 sous le nom d'Association de la force turque (Türk Gülcü Cemiyeti) qui devient en 1914 les Associations de la force ottomane (Osmanlı Güç dernekleri (tr)). Enver Pacha envoie des directives pour renforcer la discipline, interdire aux officiers de fréquenter les cabarets et rendre plus stricte la pratique de la religion, tant pour les militaires musulmans que non musulmans.
À la veille de la Grande Guerre, certaines unités ont un niveau de préparation convenable. C'est le cas du IIIe corps (en) bien qu'il reste exceptionnel : seule grande unité à avoir conservé sa cohésion pendant les guerres balkaniques, il est toujours constitué des mêmes unités (les 7e, 8e et 9e divisions d'infanterie), n'a pas connu de mutations ou de déplacements massifs et a bénéficié de tous les programmes d'armement et d'entraînement depuis 1913. Ses hommes, d'active ou de la réserve, ont une expérience du feu qui leur permet d'encadrer efficacement les nouvelles recrues. Il a été commandé par deux des meilleurs généraux ottomans, Mahmud Muhtar Pacha (en) auquel a succédé Mehmed Essad Pacha. Il est affecté au secteur de Gallipoli.

### Conflits
- Reconquête du Yémen de 1870 à 1904
- Insurrection de la Bosnie-Herzégovine en 1875–1878
- Insurrection bulgare d'avril 1876
- Guerre serbo-turque de 1876-1878
- Guerre russo-turque de 1877-1878
- Campagne de Bosnie-Herzégovine de 1878
- Révolte crétoise de 1878
- Guérillas en Macédoine
- Guérilla arménienne
- Guerre gréco-turque de 1897
- Révolte crétoise de 1897-1898
- Révoltes albanaises 1910-1912
- Guerre italo-turque de 1911-1912
- Première guerre balkanique de 1912-1913
- Deuxième guerre balkanique de 1913

Sur les marches de l'Empire
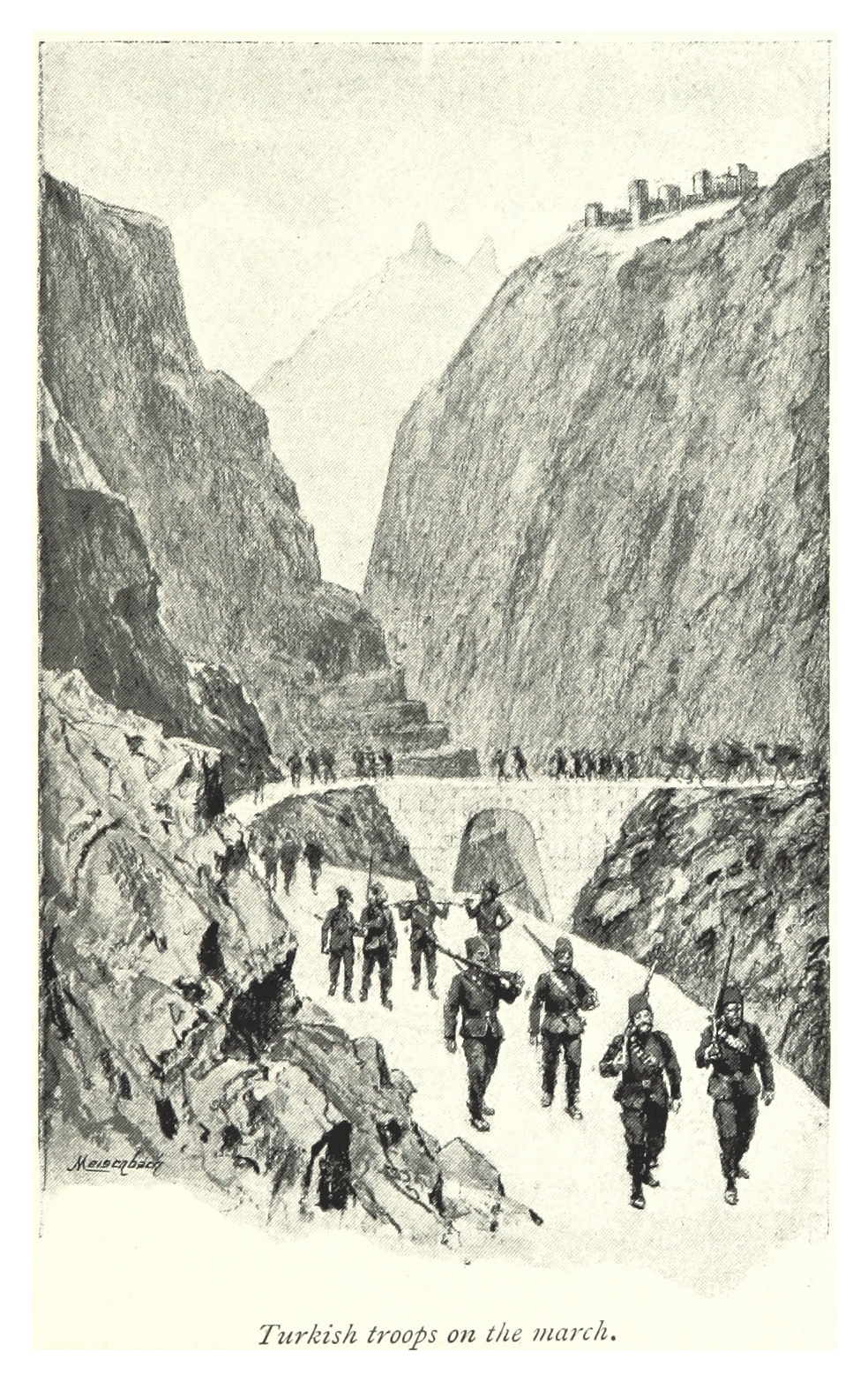
Troupes turques en marche au Yémen, gravure de Walter Burton Harris, 1893.
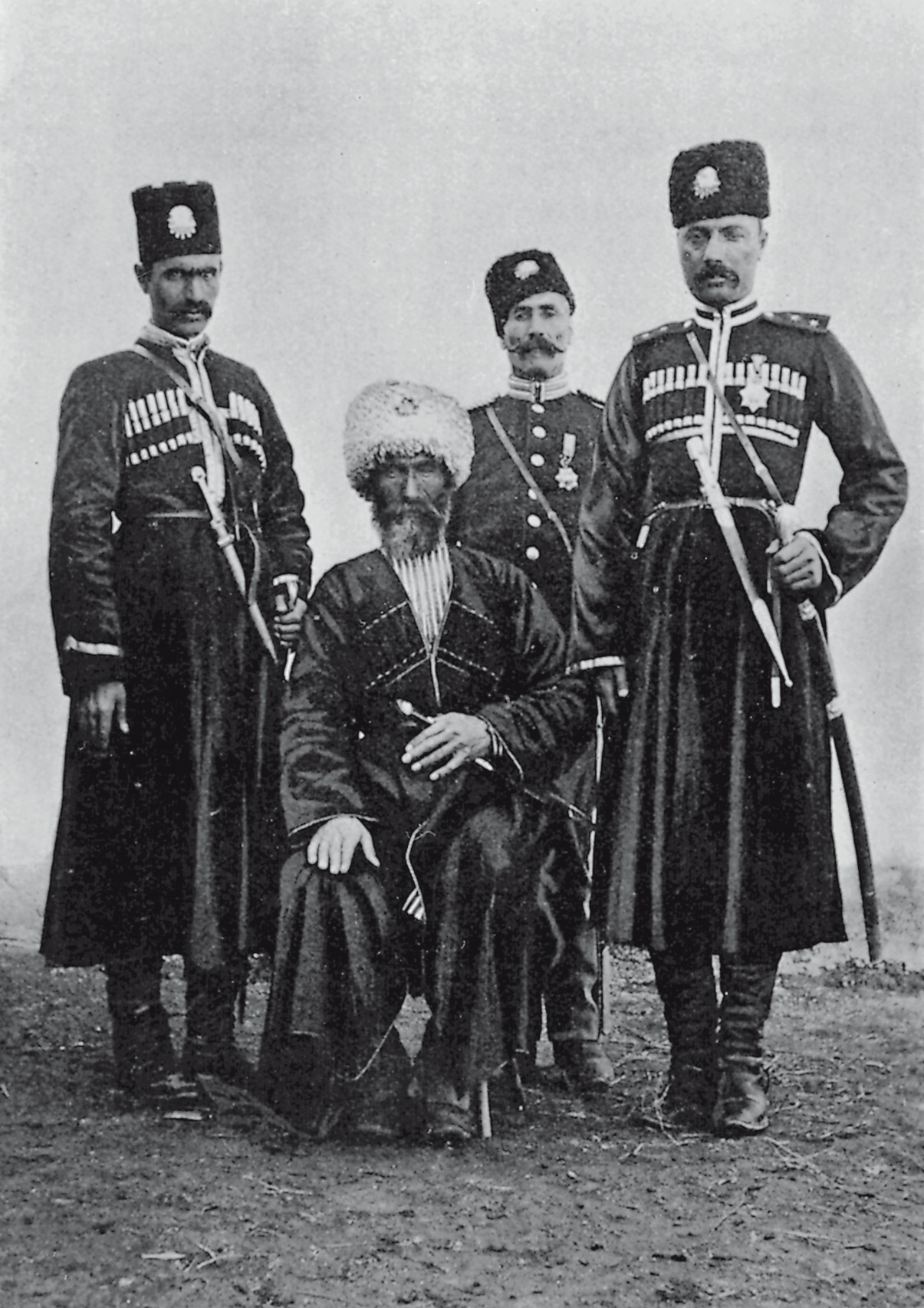
Officier et soldats kurdes des Hamidiés, Harry Finnis Blosse Lynch, London 1901.
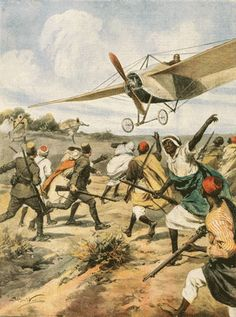
Avion italien Taube attaquant les forces ottomanes et bédouines en Libye pendant la guerre italo-turque, gravure d'Achille Beltrame, Corriere della Sera, 1911-1912.
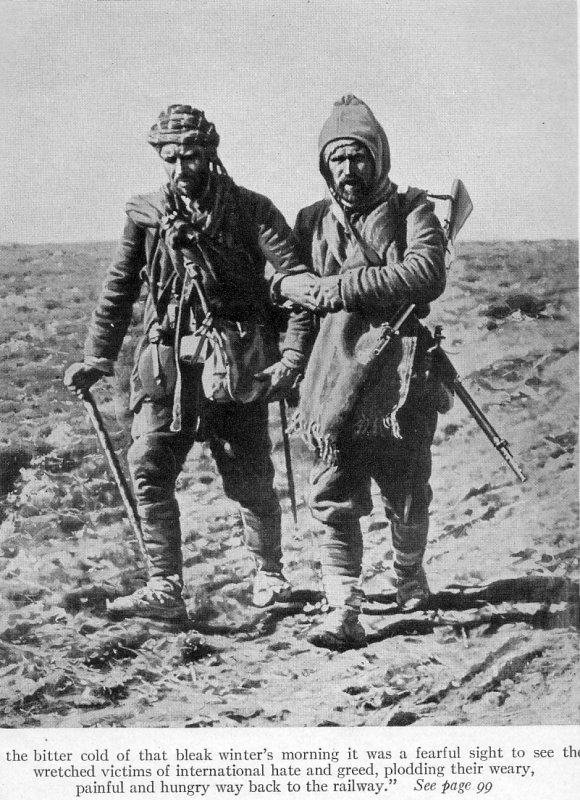
Soldats ottomans battant en retraite en plein hiver pendant la Première guerre balkanique, 1913.

## L'armée de la Grande Guerre (1914-1918)

### Entrée en guerre

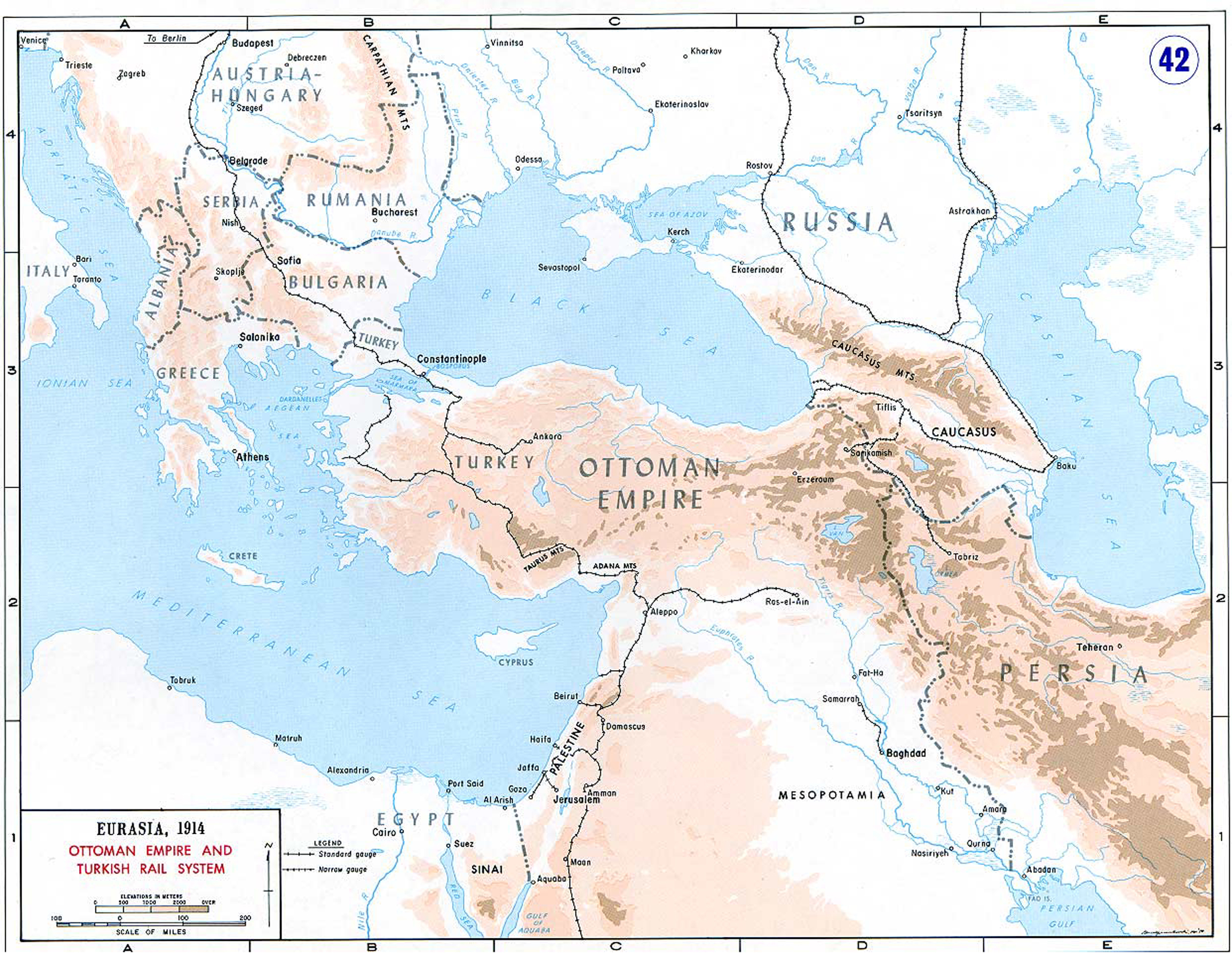
Voies ferrées de l'Empire ottoman en 1914.

Pendant la crise de juillet 1914 où les pays de la Triple-Entente (France, Royaume-Uni, Russie) entrent en guerre contre l'Allemagne et l'Autriche-Hongrie, l'Empire ottoman reste officiellement neutre mais le triumvirat des Trois Pachas, dominé par le ministre de la Défense Enver Pacha, prépare en fait l'entrée en guerre aux côtés de l'Allemagne. Un traité secret d'alliance germano-ottomane, signé le 2 août 1914, prévoit que le général Liman von Sanders sera associé à la direction de l'état-major ottoman en cas d'ouverture des hostilités. Liman von Sanders, avec un optimisme excessif, assure au commandement allemand que l'Empire ottoman pourra aligner 120 000 hommes sur la frontière du Caucase russe dès le premier mois de la mobilisation.
Cependant, l'armée ottomane est loin d'être prête à un nouveau conflit de grande ampleur : le budget du ministère de la Guerre, qui représentait 24,6 % des dépenses de l'État en 1911, est descendu à 17,6 % en 1914. L'armée compte 36 divisions d'active, réparties en 13 corps et deux divisions indépendantes. Les pièces d'artillerie de modèles variés, Krupp allemandes ou Schneider françaises, n'ont en moyenne que 350 coups chacune. La pénurie de cadres, conséquence des purges politiques depuis 1908 et des pertes des guerres balkaniques, n'est pas résolue. Les périodes d'instruction des redif sont en place depuis trop peu de temps et seule une minorité d'hommes a pu en bénéficier. Les bataillons ne comptent pas plus de 400 hommes qu'on espère porter à 1 000 par l'appel aux réservistes. La cavalerie manque de chevaux, de selles et d'instruction. En 1914, l'armée n'a qu'un seul régiment de cavalerie active et quatre de réserve sous le commandement de la 3e armée, venus principalement de la cavalerie tribale kurde (Hamidiés).
Le réseau ferroviaire, le plus souvent à voie unique, est incomplet : le chemin de fer transanatolien (en) s'arrête à Ankara, à plus de 800 km des frontières orientales ; la ligne Constantinople-Bagdad est inachevée dans les défilés du Taurus et il faut transborder le matériel plusieurs fois. L'Empire ottoman n'a pas d'industrie d'armement et le matériel de télécommunications doit être entièrement importé d'Allemagne ou d'Autriche-Hongrie.
Pendant les premiers mois de la mobilisation, tous les médecins de 20  à   45 ans sont appelés ; les soldats doivent respecter une stricte quarantaine et un examen médical avant de se déplacer d'une ville à l'autre. Par la suite, l'urgence de la situation amènera souvent à négliger ces précautions et l'armée perdra beaucoup d'hommes par les épidémies de choléra, typhus, etc., ainsi que la malaria et les maladies vénériennes qui sont endémiques dans l'armée ottomane.

### Coup d'arrêt aux Dardanelles

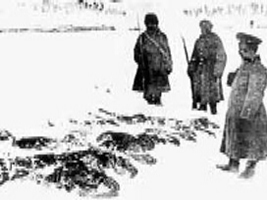
Militaires russes recueillant les corps de soldats ottomans gelés pendant la bataille de Sarıkamış, décembre 1914.

Confiant dans les victoires de l'armée allemande sur les fronts européens, l'Empire ottoman déclare la guerre à l'Entente le 11 novembre 1914 ; le sultan et le Cheikh al-Islam proclament la guerre sainte le 23 novembre, espérant, à tort, que les populations musulmanes des empires coloniaux et de l'Empire russe se rallieraient à la cause du panislamisme. Mais l'armée souffre dès le départ de sa logistique déficiente : l'offensive de Sarıkamış (décembre 1914-janvier 1915), menée contre les Russes près de Kars, tourne au désastre faute d'équipements et d'approvisionnements ; plus de 60 000 soldats turcs meurent, pour la plupart, de froid, de faim et de maladies. L'offensive contre le canal de Suez (janvier-février 1915) ne peut rassembler que 35 000 hommes approvisionnés par chameaux face à une force indo-britannique supérieure en nombre et en artillerie ; Djemal Pacha compte sur un soulèvement égyptien contre la domination britannique qui ne se produit pas. Tout au long de la guerre, les pertes par maladie et désertion sont supérieures aux pertes au combat.

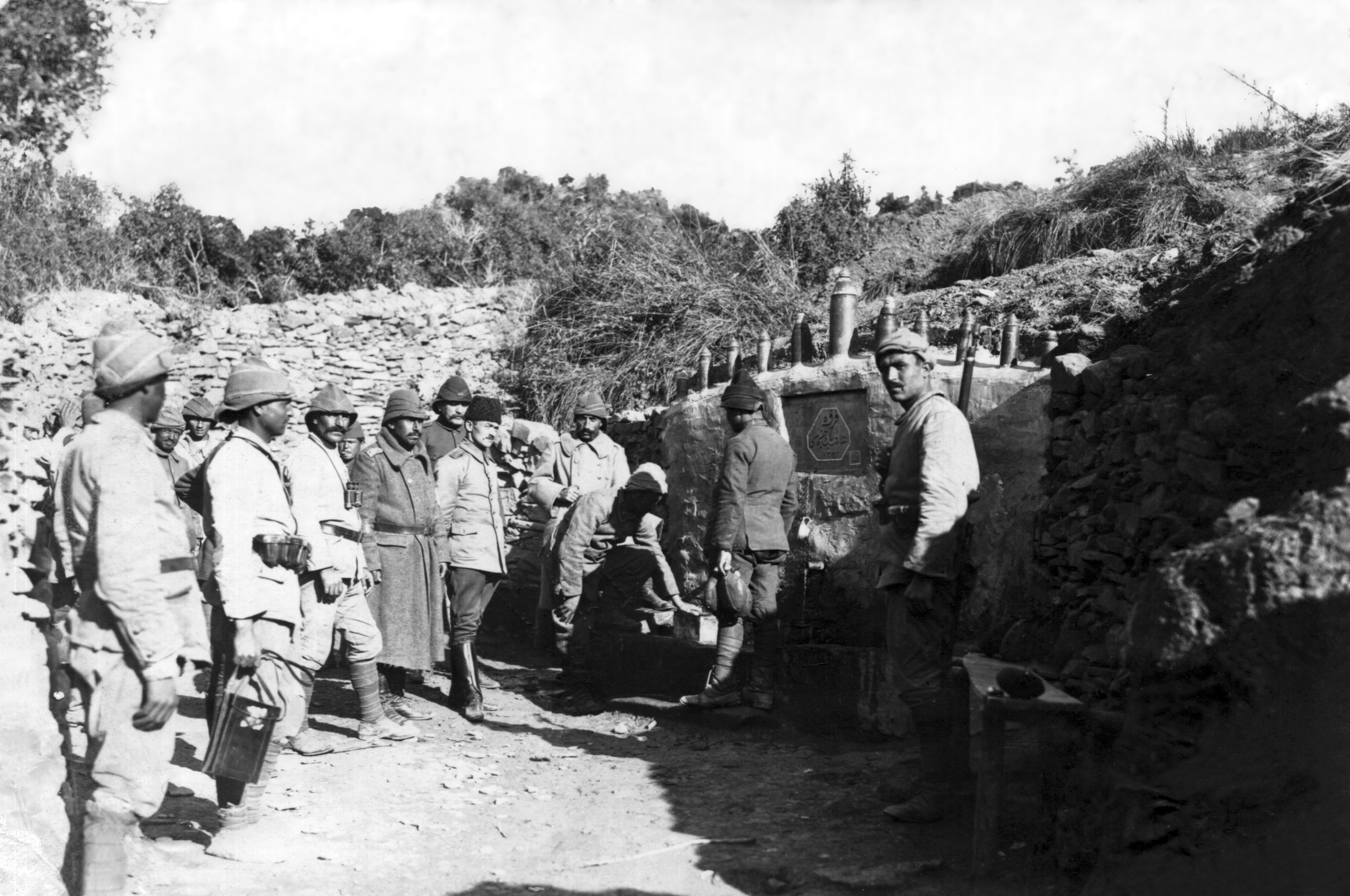
Un moment de repos pendant la bataille des Dardanelles : soldats prenant de l'eau à la fontaine, 1915.

Le front de la bataille des Dardanelles fait exception : avec 59 394 blessés et 2 358 malades hospitalisés d'avril à juin 1915, il se rapproche du standard du front de l'Ouest ; malgré des pertes élevées, le moral des soldats reste bon, soutenu par les imams, les fanfares et les envois réguliers de vivres et autres fournitures par les familles : les désertions y sont rares. Le IIIe corps (en), en première ligne aux Dardanelles, bénéficie d'un encadrement jeune et efficace où se distingue, entre autres, le lieutenant-colonel Mustafa Kemal, chef de la 19e division. En août 1915, au plus fort de la bataille, les Ottomans déploient deux armées, comprenant 17 divisions et 57 régiments d'infanterie, plus les unités de soutien ; sur 80 commandants d'unité et 23 chefs d'état-major, seulement 8 sont allemands et l'initiative des opérations vient le plus souvent des officiers ottomans. Les contre-attaques turques permettent de bloquer l'avance des forces britanniques, australo-néo-zélandaises et françaises mais elles sont coûteuses en hommes : 166 507 tués dont 1 658 officiers, souvent parmi les meilleures unités de l'armée ottomane.

### Drame en Arménie

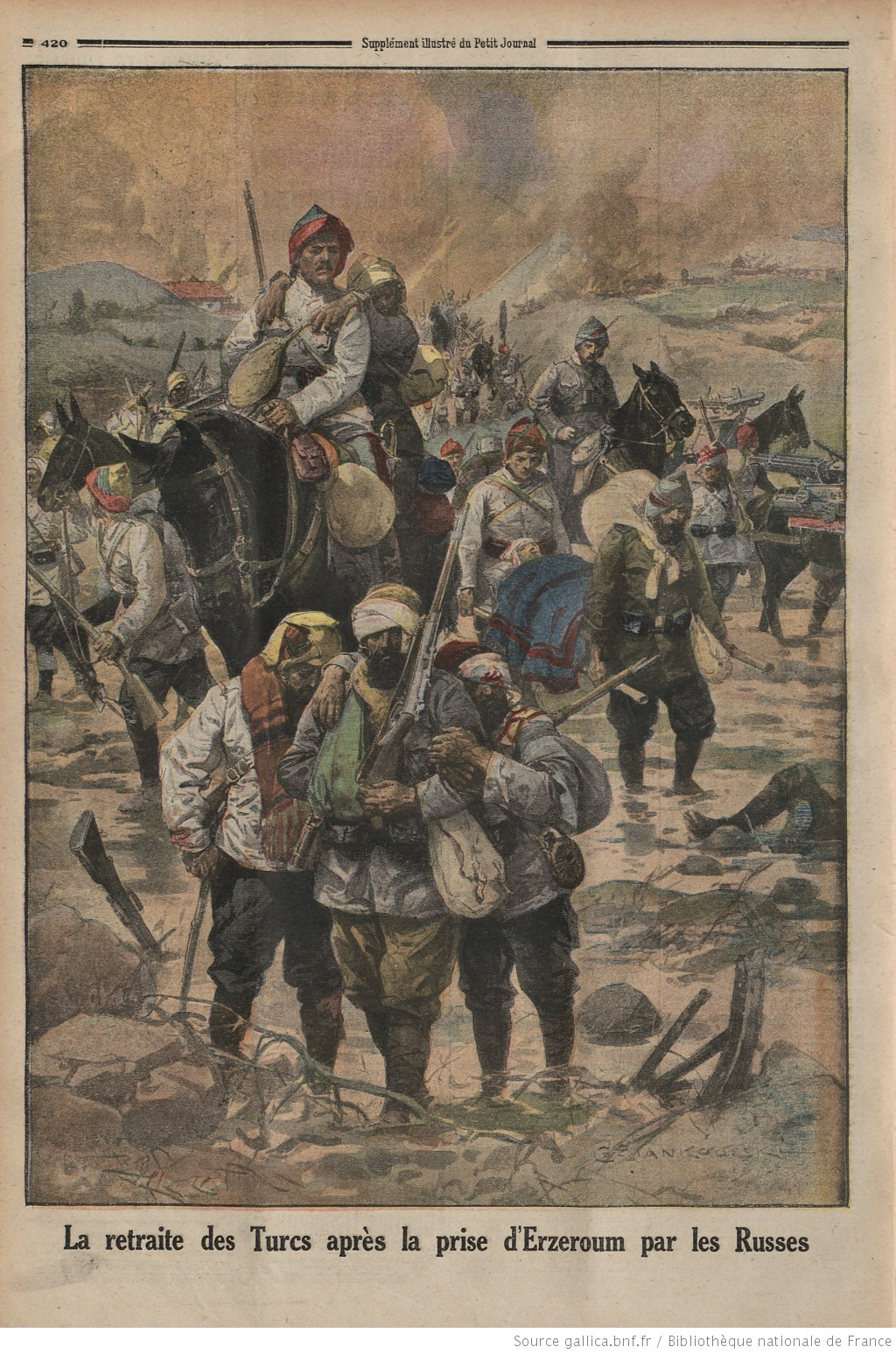
Troupes ottomanes battant en retraite après la chute d'Erzurum, Le Petit Journal, 27 février 1916.

Sur le front du Caucase, les Ottomans sont confrontés à la pression russe mais aussi à un grave problème intérieur : la question arménienne. En août 1914, la Fédération révolutionnaire arménienne prend parti pour les Ottomans et appelle les Arméniens de Russie à ne pas s'engager dans l'armée du tsar ; cependant, des conscrits arméniens ottomans désertent en grand nombre : on parle de 50 000 déserteurs, en majorité arméniens, entre août et novembre 1914. Des groupes de partisans arméniens, armés par les Russes, se forment dans les montagnes. En février 1915, le ministère de la Guerre ordonne de désarmer les soldats arméniens ottomans et de les verser dans des compagnies de travailleurs. L'envoi d'un gouverneur hostile aux Arméniens, Djevdet Bey, dans le vilayet de Van, inquiète ceux-ci ; en avril 1915, ils se révoltent contre la conscription à Zeytoun (en) (Süleymanlı près de Kahramanmaraş) et à Van. Le 24 avril, Talaat Pacha, ministre de l'Intérieur, ordonne l'arrestation des intellectuels arméniens de Constantinople, donnant le signal du génocide arménien. L'Organisation spéciale, dépendant du ministère de la Guerre, forme des bandes avec des criminels libérés de prison pour massacrer et déporter les Arméniens, avec le soutien de l'armée et de la gendarmerie. Le 30 mai 1915, un décret ordonne la déportation vers le désert syrien de tous les habitants des régions frontalières qui représenteraient une menace pour la sécurité nationale. De nombreux témoignages montrent la participation des soldats ottomans aux pillages, viols et meurtres de civils arméniens. Au total, entre 500 000 et un million d'Arméniens périssent dans le génocide.
En novembre 1915, le front des Dardanelles est dans une impasse : les Britanniques arrêtent leurs attaques avant d'évacuer la péninsule en janvier 1916. Les Russes décident alors de lancer une grande offensive sur le front du Caucase avant que les Ottomans n'aient le temps de redéployer leurs réserves. L'opération, lancée en plein hiver dans une neige épaisse, aboutit à la prise d'Erzurum (16 février), de Trébizonde (en) (15 avril) et d'Erzincan (25 juillet). La difficulté des transports en terrain montagneux, l'arrivée de renforts ottomans et l’épuisement de l'armée russe, accaparée par l'offensive de Galicie, amènent une stabilisation du front. En août 1916, la 2e armée lance une dernière offensive contre les Russes mais la 3e armée, mal coordonnée, ne peut la soutenir. Les deux armées, lourdement éprouvées, sont regroupées dans le groupe d'armées du Caucase. Au total, le front russe représente les trois quarts des pertes ottomanes entre novembre 1915 et février 1917 ; les deux empires sont à la limite de leurs forces lorsque la révolution russe de février-mars 1917 vient désorganiser l'armée russe et permet aux Ottomans de reconquérir les provinces perdues.
La 3e armée s'empare de la province de Kars, perdue en 1878 ; les troupes russes se retirent sans combat et seuls quelques unités de volontaires arméniens tentent de résister. Enver Pacha, encouragé par ce succès, décide de pousser son avantage en s'emparant de l'Azerbaïdjan russe. En juin 1918, une armée islamique du Caucase est constituée, comprenant la 5e division ottomane (6 000 hommes) et 10 000 à 12 000 volontaires musulmans du Caucase russe dont les anciens soldats de la Division sauvage. La bataille de Bakou est la dernière victoire ottomane de la guerre : l'armée islamique avance jusqu'au Daghestan et, le 16 septembre 1918, entre dans Bakou évacuée la veille par les Britanniques du général Dunsterville ; une république démocratique d'Azerbaïdjan, alliée aux Ottomans, est proclamée. Talaat Pacha, devenu grand vizir, négocie avec l'Allemagne un partage des sphères d'influence allemande et ottomane dans le Caucase, le Turkestan russe et en Crimée. Cette victoire arrive trop tard : les défaites ottomanes en Syrie et Irak, et surtout la capitulation de la Bulgarie, qui laisse Constantinople à découvert, rendent inévitable un armistice avec l'Entente.

### Combat et chute

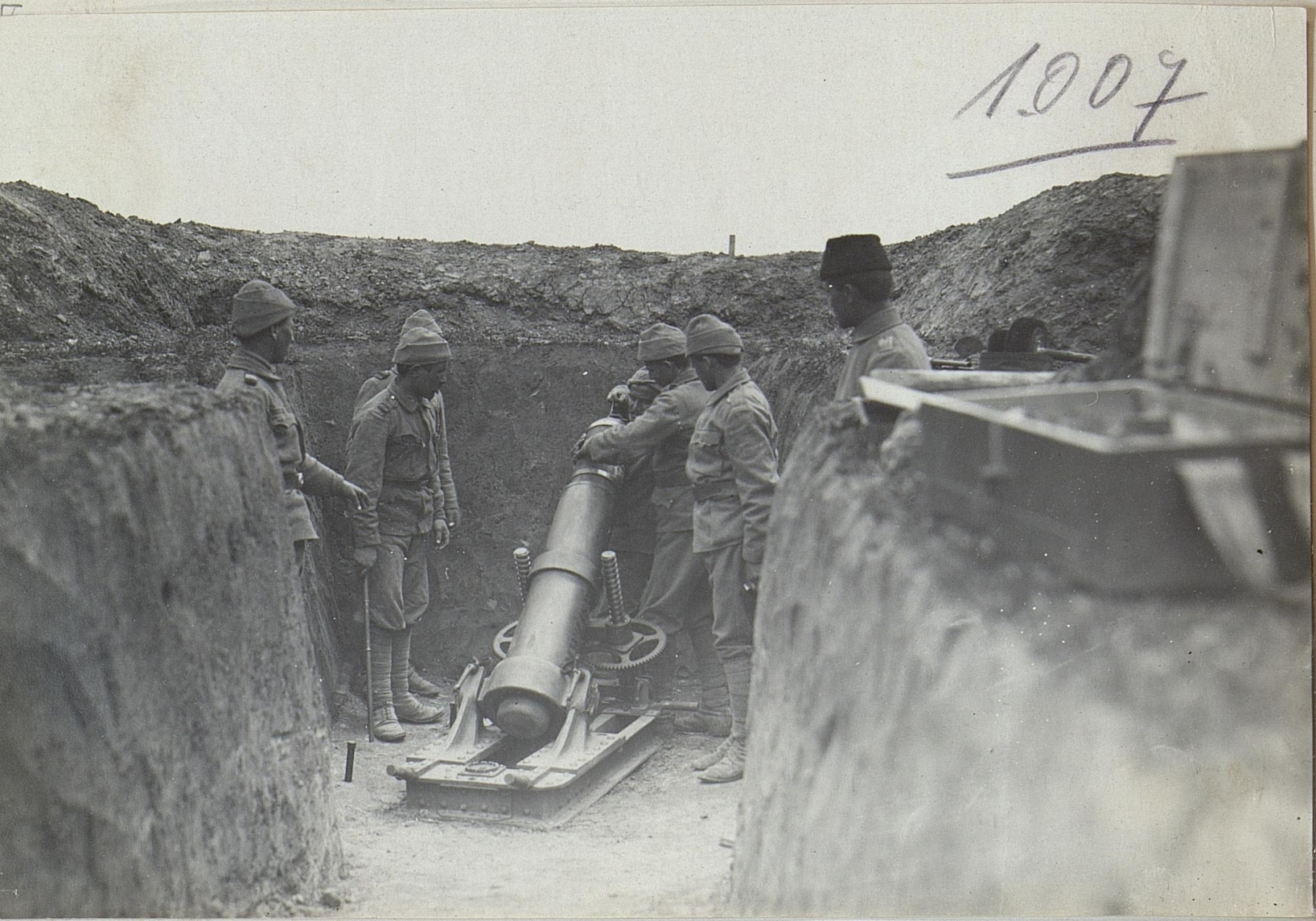
Soldats ottomans du instruits à l'usage du Minenwerfer en Galicie, 1916-1917.

Les forces déployées en Syrie et Irak sont, comparées à celles de Turquie d'Europe, d'Anatolie et du Caucase, les plus mal dotées en train des équipages, hôpitaux de campagne et munitions. Elles manquent d'officiers qualifiés et les recrues arabes locales sont peu estimées par leurs chefs. Au début de la guerre, l'armée ottomane d'Irak est dépouillée de plusieurs divisions au bénéfice des fronts du Caucase et du Sinaï. Elle arrive pourtant à mettre en échec les Britanniques et, renforcée par des divisions ramenées des Dardanelles et du Caucase, remporter la bataille de Kut-el-Amara (décembre 1915-avril 1916) : Les Britanniques sont impressionnés par les capacités défensives des soldats ottomans et par leur rapidité à creuser des tranchées.
Les Allemands et Austro-Hongrois, favorablement disposés par les succès des Ottomans aux Dardanelles et à Kut, leur demandent de mettre à leur disposition quelques divisions pour les fronts des Balkans et d'Europe de l'Est : au total, 3 corps d'armée ottomans, les VIe, XVe et XXe sont déployés sur ces différents théâtres ; leurs alliés leur fournissent un armement, un équipement et une logistique largement supérieurs à ceux en vigueur dans leur pays d'origine. Ces unités sont rappelées en 1917 pour défendre le territoire national menacé.

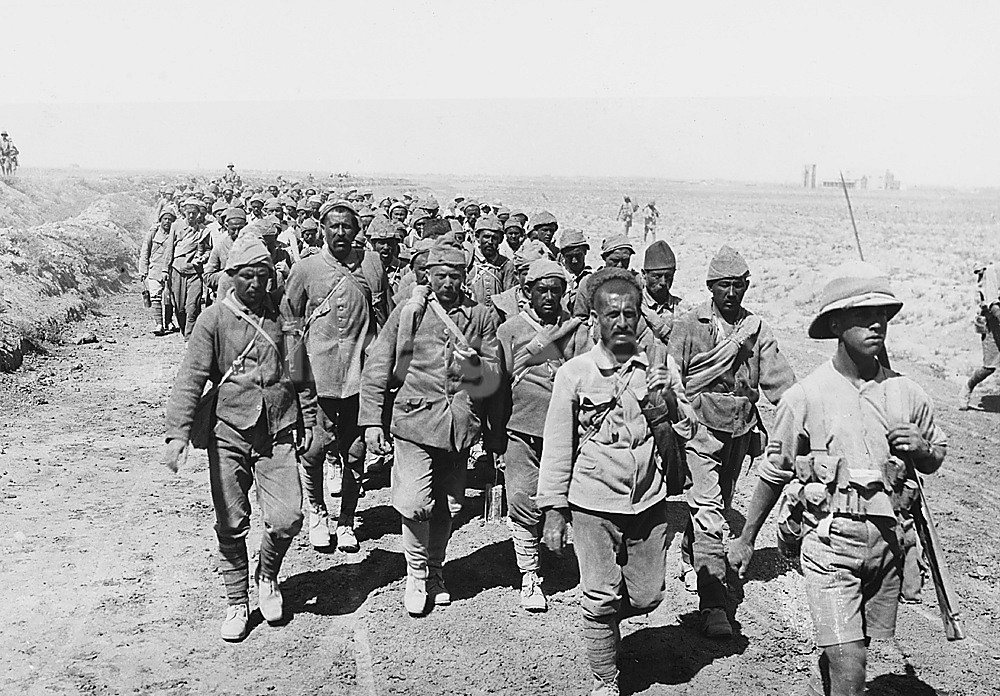
Prisonniers de guerre ottomans à la bataille de Ramadi (Irak), 1917.

La ligne fortifiée de Palestine, incomplète et mal pourvue en fil de fer barbelé et autres équipements de tranchée, ne peut opposer qu'une résistance temporaire à la force expéditionnaire britannique ravitaillée par la construction d'un chemin de fer traversant le Sinaï. L'offensive britannique de Gaza, au printemps 1917, déployant pour la première fois des tanks et gaz de combat, est pourtant arrêtée par les Ottomans.
Enver Pacha décide alors d'envoyer une force expéditionnaire en Perse, le XIIIe corps, en espérant provoquer un soulèvement contre l'occupant russe. Mais les Persans, à l'exception de la gendarmerie royale formée par les Suédois, font un accueil peu favorable aux Ottomans et ceux-ci, décimés par les épidémies, doivent finalement évacuer le pays devant l'avance britannique. La 6e armée, qui défend l'Irak, perd au total la moitié de son effectif dans la campagne perse, les épidémies, désertions et troubles intérieurs, alors que l'armée britannique de Mésopotamie, qui a reçu des renforts massifs pour venger sa défaite de Kut al-Amara, passe à l'offensive et prend Bagdad en mars 1917. En Palestine, jusqu'au milieu de 1917, les avions de chasse Fokker et Aviatik de la Flieger Abteilung (unité aérienne) allemande ont l'avantage sur leurs rivaux britanniques et australiens moins rapides mais, en juin 1917, l'arrivée de nouveaux appareils Bristol F.2 et S.E.5 plus rapides donne à ceux-ci une supériorité aérienne qu'ils conserveront jusqu'à la fin de la guerre : la coopération entre aviation et cavalerie dans la reconnaissance donne aux Britanniques un avantage décisif sur des unités ottomanes moins mobiles. Les 7e et 8e armées, après des combats acharnés, doivent battre en retraite lors de la bataille de Jérusalem en novembre-décembre 1917 tandis que la révolte arabe du Hedjaz provoque un clivage croissant entre Turcs et Arabes.

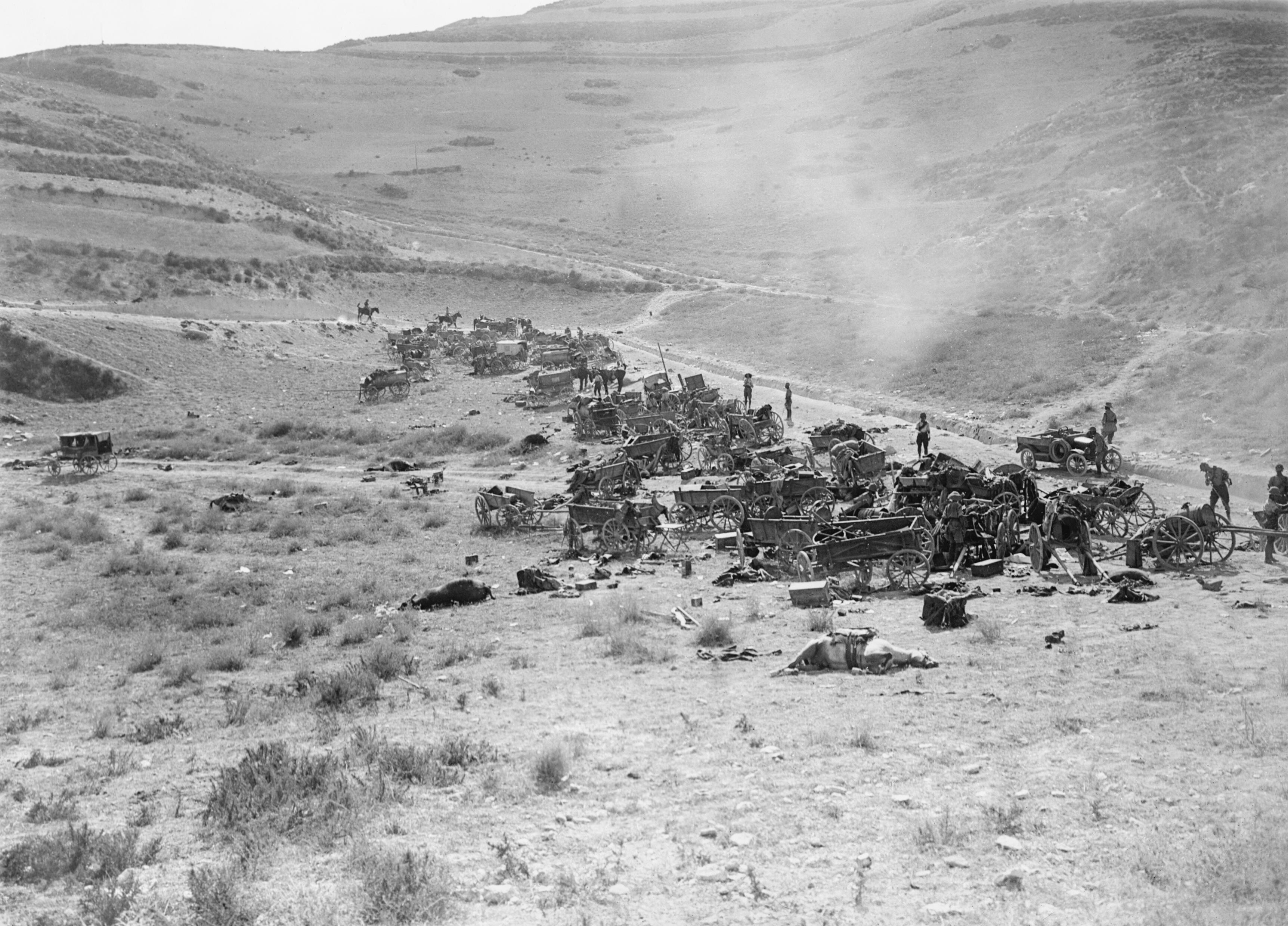
Transports otomans détruits pendant la bataille de Megiddo, septembre 1918.

À partir de l'été 1918, l'aviation britannique bénéficie d'une totale maîtrise de l'air et porte un coup sévère au moral des troupes ottomanes par ses vols de reconnaissance et ses lancers de tracts : la photographie aérienne lui donne une connaissance complète du terrain et des forces ottomanes avant l'assaut décisif de la bataille de Megiddo. Le 16 septembre, la première attaque est menée par l'armée du Nord arabe appuyée par des automitrailleuses et des bombardements aériens britanniques ; le 19 septembre, la 8e armée ottomane, ignorant tout des dispositions de la force expéditionnaire britannique, n'aligne que 8 000 hommes dans le secteur de l'attaque principale face à 35 000 fantassins, 9 000 cavaliers et 435 pièces d'artillerie adverse ; ses lignes de téléphone de campagne et de télégraphe sont coupées dès le début de la bataille. La 8e armée est pratiquement anéantie et la 7e armée se replie, harcelée par l'aviation et la cavalerie adverses. Après une courte résistance à la bataille de Damas (26 septembre-1er octobre) et à celle d'Alep (23-31 octobre), les Ottomans doivent abandonner la Syrie. Du 16 septembre au 31 octobre, leur armée a perdu 75 000 prisonniers, 360 pièces d'artillerie et 800 mitrailleuses. L'armée britannique de Mésopotamie avance vers Mossoul où elle entrera le 7 novembre mais c'est surtout la capitulation bulgare, le 29 septembre, qui oblige l'Empire ottoman à demander la paix. Le 8 octobre, le gouvernement de Talaat Pacha démissionne ; le 30 octobre, l'armistice de Moudros est signé entre le ministre de la Marine Rauf Orbay et l'amiral britannique Calthorpe : il prévoit la démobilisation de l'armée ottomane, la remise aux Alliés de tous les navires de guerre, la reddition des garnisons de Syrie, Mésopotamie et Tripolitaine, l'évacuation de la Transcaucasie, et autorise les Alliés à occuper les points stratégiques de leur choix. Les Trois Pachas, chassés du pouvoir, prennent discrètement le bateau pour l’Allemagne par Odessa dans la nuit du 1er au 2 novembre et, le 13 novembre, les flottes de l'Entente occupent Constantinople.

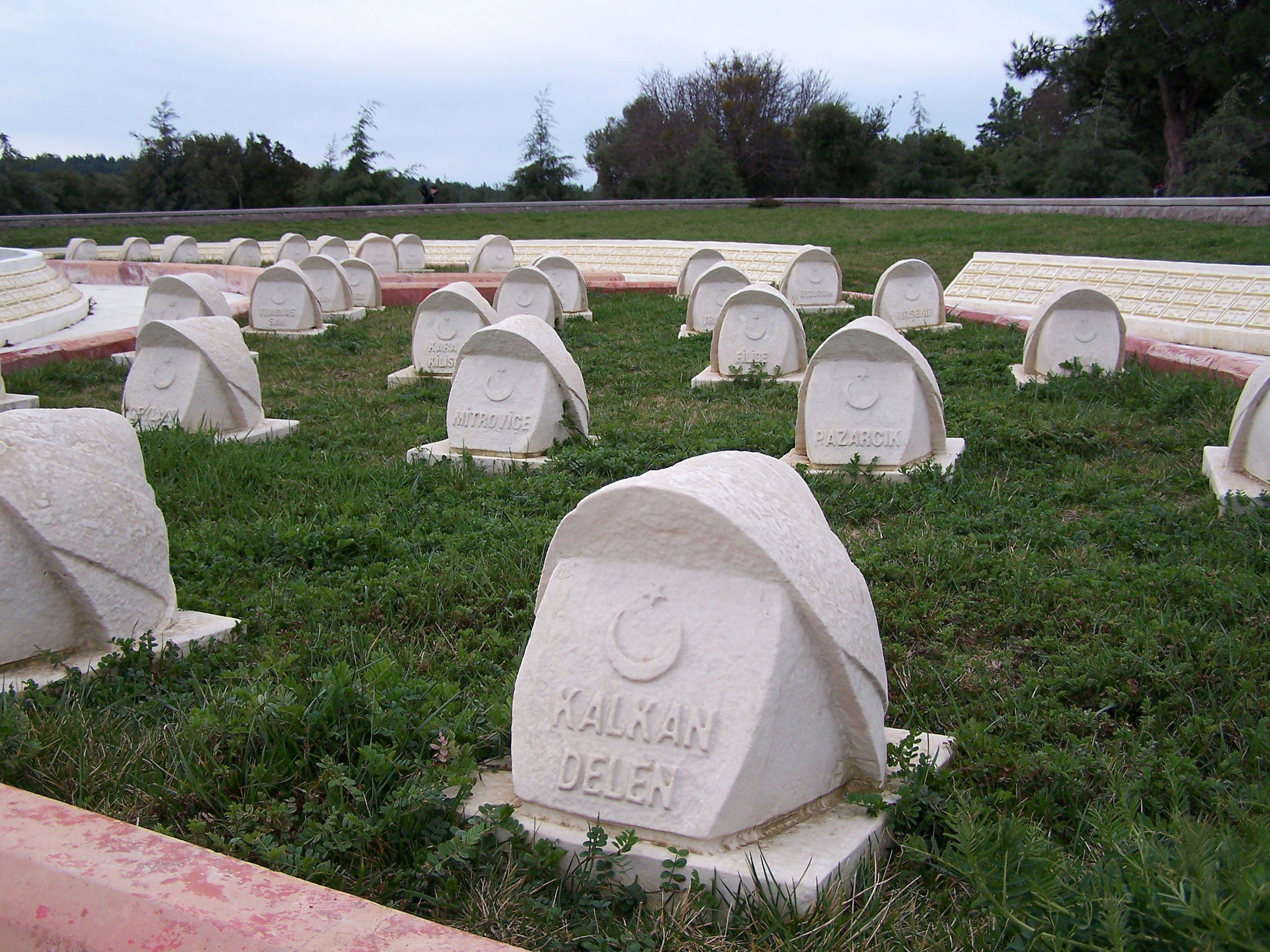
Un cimetière militaire ottoman à Çanakkale (Dardanelles) photographié en 2009.

Au total, pendant ce conflit, l'Empire ottoman a mobilisé 2,6 millions d'hommes. Il a perdu 325 000 tués et 400 000 blessés. 202 000 hommes ont été faits prisonniers et un million ont déserté, de sorte qu'il ne reste plus que 323 000 hommes sous les armes au moment de l'armistice.
Armée ottomane en 1914-1918
Les armées sont les suivantes :
- 1re armée
- 2e armée
- 3e armée
- 4e armée
- 5e armée
- 6e armée
- 7e armée
- 8e armée
- Armée islamique du Caucase
- VIIe corps (en) au Yémen

### Campagnes
- Campagne du Caucase
- Bataille des Dardanelles de 1915-1916
- Campagne du Sinaï et de la Palestine
- Campagne de Mésopotamie
- Campagne perse
- Bataille de Bakou de 1918
- Campagne de Libye
- Révolte arabe du Hedjaz
- Combats en Arabie du Sud

Images de la Grande Guerre
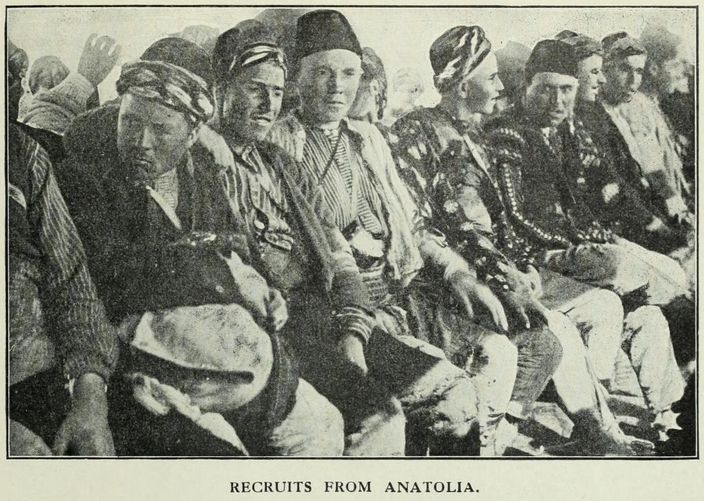
Recrues anatoliennes, v. 1914-1918.
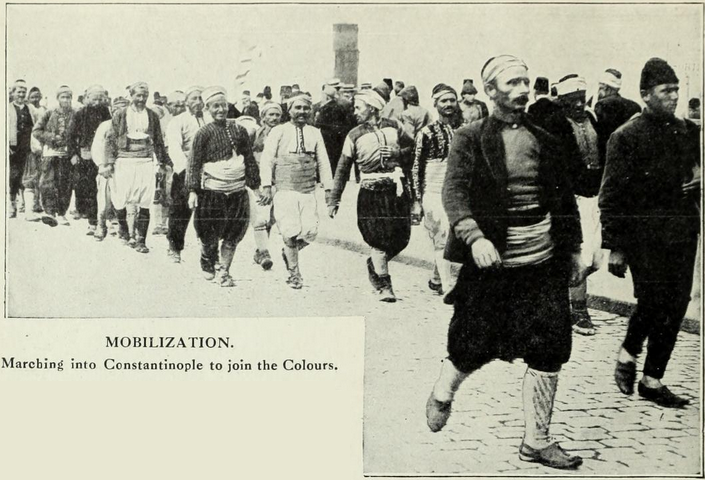
Conscrits à Constantinople, v. 1914-1918.
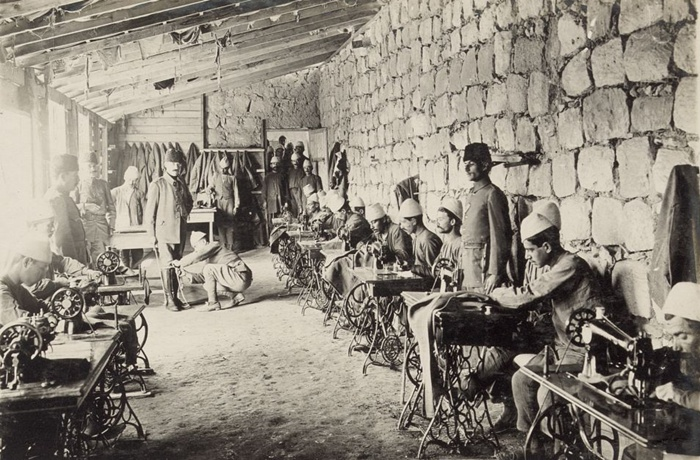
Atelier d'habillement des troupes ottomanes en 1917.
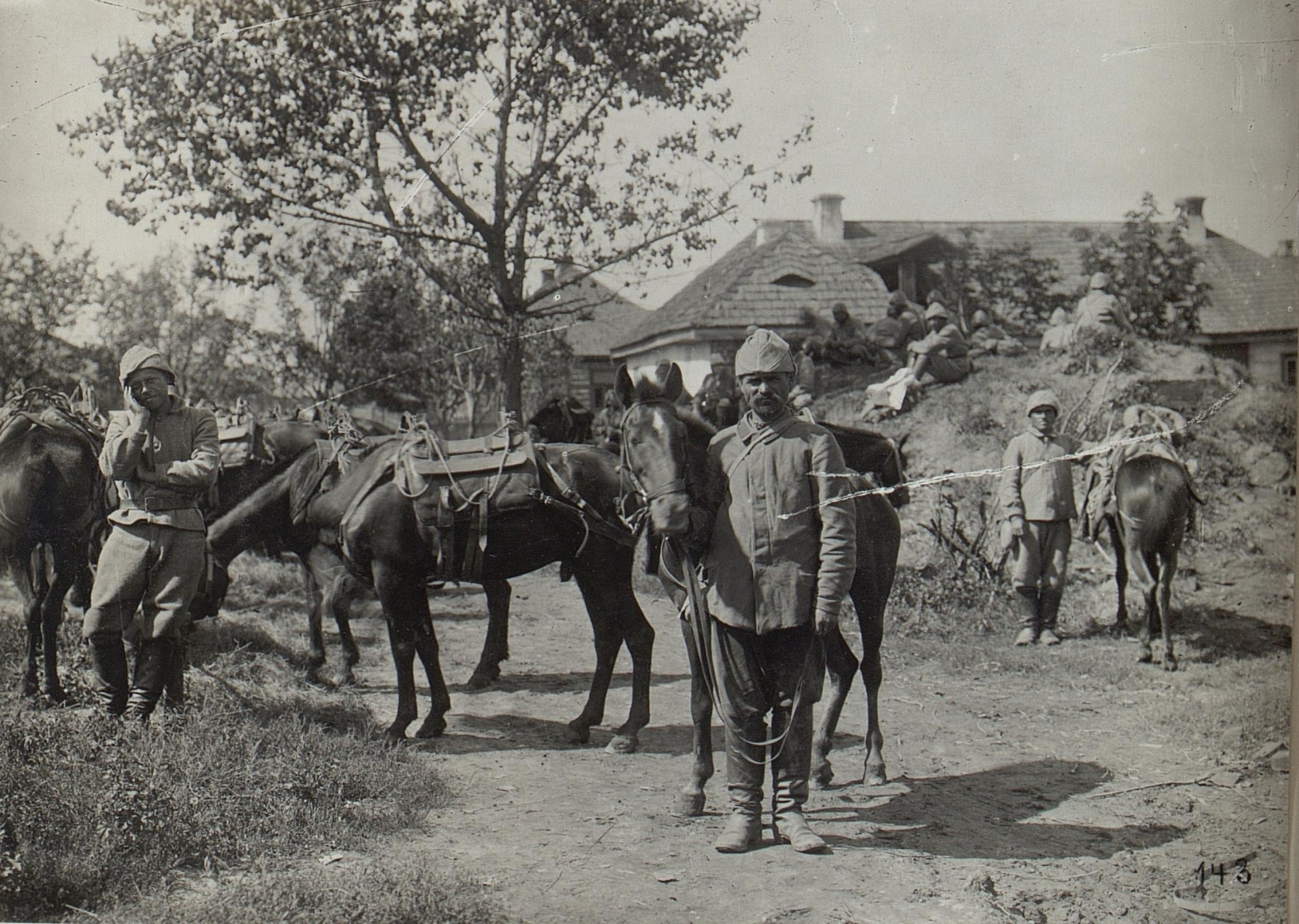
Soldats ottomans du XVe corps en Galicie en 1916.
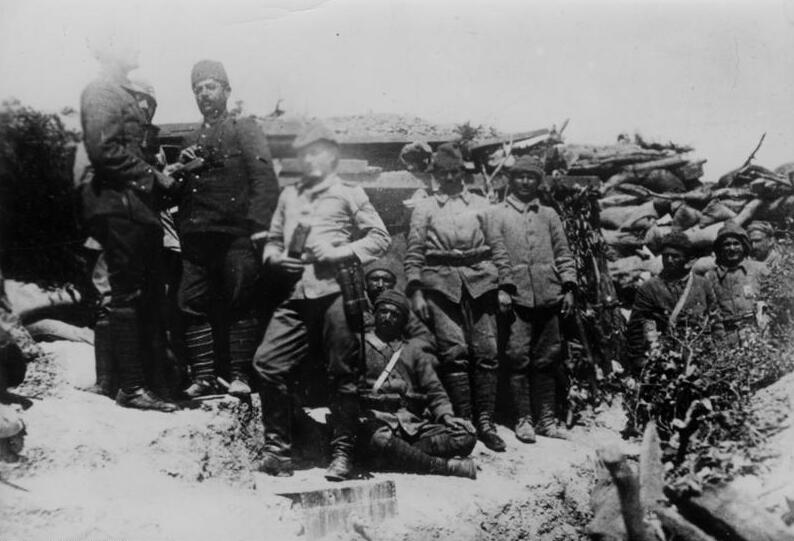
Détachement de mitrailleurs ottomans à la bataille des Dardanelles en 1915.
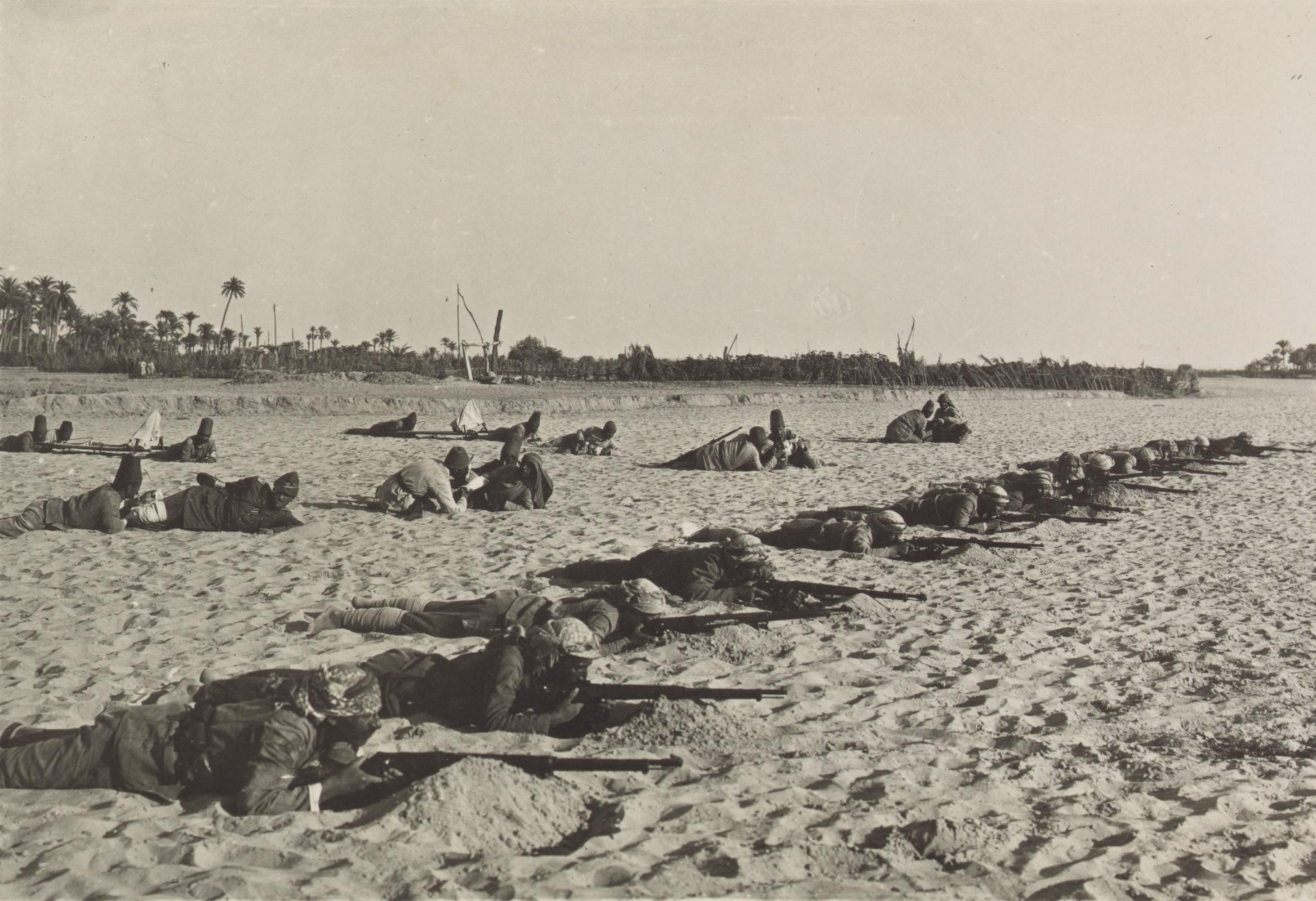
Soldats ottomans à l'entraînement près d'El-Arich en 1916.
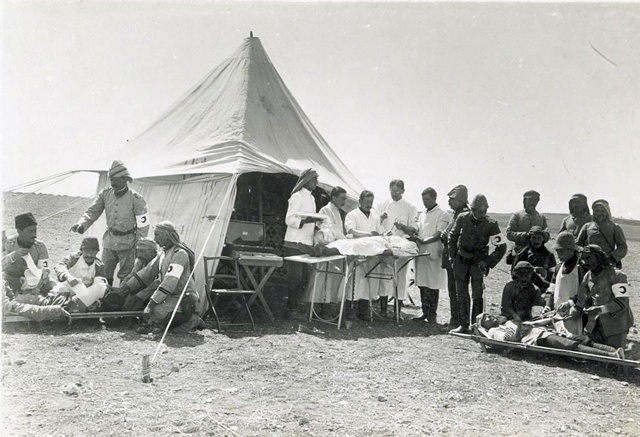
Hôpital de campagne en Palestine en 1917.
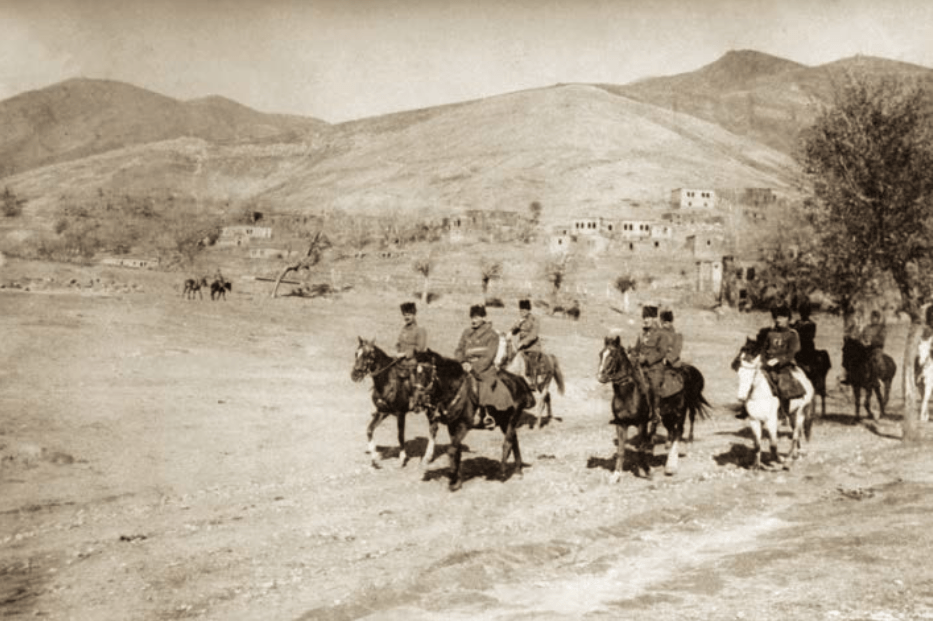
Mustafa Kemal avec l'état-major du XVIe corps près de Bitlis en 1916.

## L'armée de la guerre d'indépendance (1919-1922)

### Sur les confins arabes

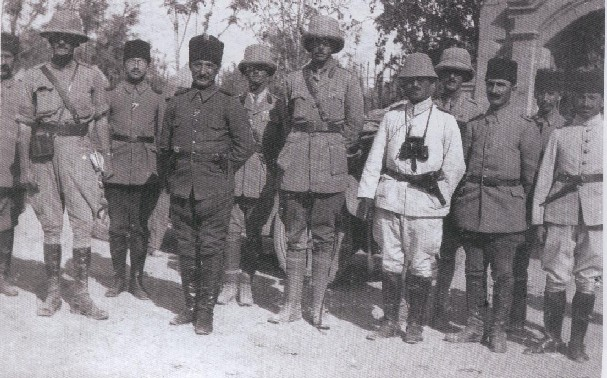
Officiers de la 6e armée avec leurs collègues britanniques à Mossoul au lendemain de l'armistice, novembre 1918.

Aux termes de l'armistice de Moudros, l'armée ottomane doit être démobilisée et les Alliés sont autorisés à débarquer des troupes en n'importe quel point du territoire pour défendre leurs intérêts. Les forces britanniques et françaises prennent possession des provinces du Levant où les Hachémites tentent de proclamer un grand royaume arabe tandis que les dernières principautés fidèles aux Ottomans, le Yémen au sud et l'émirat de Haïl au nord, font leurs propres arrangements avec les vainqueurs. La garnison de Médine, commandée par Fahreddin Pacha, refuse de se rendre aux Hachémites et résiste jusqu'en janvier 1919,. La 6e armée ottomane abandonne aux Britanniques le vilayet de Mossoul mais des irréguliers Turkmènes, Kurdes et arabes mènent une guérilla contre les forces indo-britanniques,. Sur les confins syro-anatoliens, l'armée française du Levant combat pour imposer le mandat français : elle se heurte à une résistance acharnée des irréguliers turcs ralliés à la cause nationaliste (tchetés), comprenant beaucoup d'anciens soldats ottomans démobilisés, commandés par des officiers qui mettent à profit leur expérience de la guérilla ou de la contre-guérilla acquise en Libye et en Macédoine. La campagne de Cilicie s'achève par le retrait des Français qui abandonnent la région par le traité de Lausanne (1922).

### Face aux Alliés, aux Arméniens et au sultan

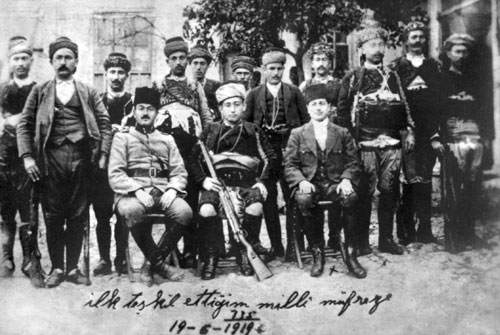
Yörük Ali Efe (en turban, au centre) et autres chefs de la guérilla turque en Ionie, 19 juin 1919.

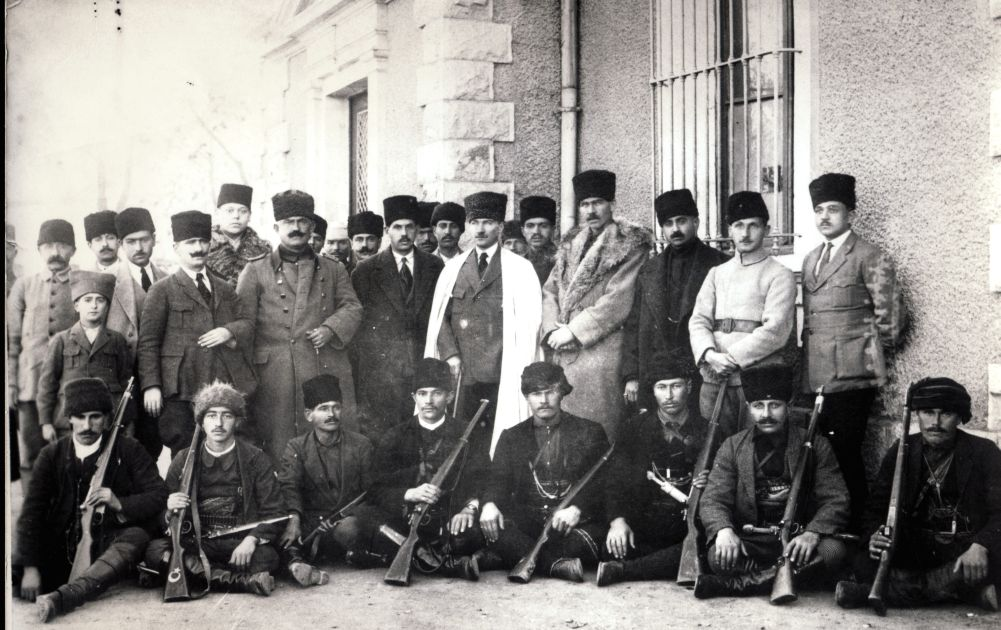
Mustafa Kemal (en manteau blanc, au centre) et son état-major avec les miliciens tcherkesses de Çerkes Ethem près de Yozgat, juin 1920.

En mai 1919, Mustafa Kemal est nommé inspecteur de la 3e armée, officiellement pour veiller à la dissolution des troupes et mettre fin à l'agitation des nationalistes turcs qui s'opposent à l'armistice, officieusement pour conserver le plus possible d'hommes et d'armes et s'opposer, au besoin, à l'occupation de la région par les puissances étrangères. Il se joint aux nationalistes et démissionne de l'armée puis préside le congrès d'Erzurum (en) (juillet-août 1919) qui proclame le refus du démembrement de l'Empire. C'est le début de la guerre d'indépendance turque.
Le 16 mai 1919, l'armée grecque débarque à Izmir avec l'intention de s'emparer de l'Ionie où vit une forte minorité grecque. Des forces de résistance se constituent autour du 172e régiment, commandé par Ali Çetinkaya (en), à Ayvalık, et de la 57e division, commandée par Şefik Aker (en), à Nazilli, appuyés par une milice musulmane locale, les Zeybeks, commandés par des chefs de brigands tels que Yörük Ali Efe et Çakırcalı Mehmet Efe (en). Ces forces hétérogènes se rallieront plus tard à l'armée nationale de Mustafa Kemal dans la guerre gréco-turque de 1919-1922,.
Il n'est pas possible d'organiser une résistance  partir de Constantinople, soumise à l'occupation alliée. Le congrès de Sivas (en) (4-11 septembre 1919) , présidé par Mustafa Kemal, décide de défendre tous les territoires peuplés de musulmans qui n'étaient pas sous occupation alliée au moment de l'armistice de Moudros. Les Britanniques ayant occupé Constantinople et exilé à Malte les partisans de l'indépendance turque dans la capitale, la Grande Assemblée nationale, réunie à Ankara le 23 avril 1920, se donne tous les pouvoirs civils et militaires pour lutter contre l'occupant. Mustafa Kemal obtient l'aide de la Russie soviétique à qui, à partir d'avril 1920, il demande de l'argent, des armes et du matériel en promettant, en échange, de lui laisser les mains libres en Transcaucasie. Le 4 juin 1920, Halil Pacha, représentant d'Ankara en Russie, obtient la promesse de 2 millions de livres-or, 60 000 fusils, une centaine de canons et une quantité de munitions : les livraisons commencent en août mais sont provisoirement interrompues par la guerre arméno-turque puis l'invasion soviétique de la Géorgie. Les deux régimes, unis dans la lutte contre l'impérialisme, finissent par signer le traité de Moscou (16 mars 1921). Les nationalistes turcs trouvent aussi un soutien financier et moral parmi les mouvements anticolonialistes et panislamistes, de l'Inde britannique à l'Égypte, qui considèrent la Turquie comme le dernier refuge du califat musulman.

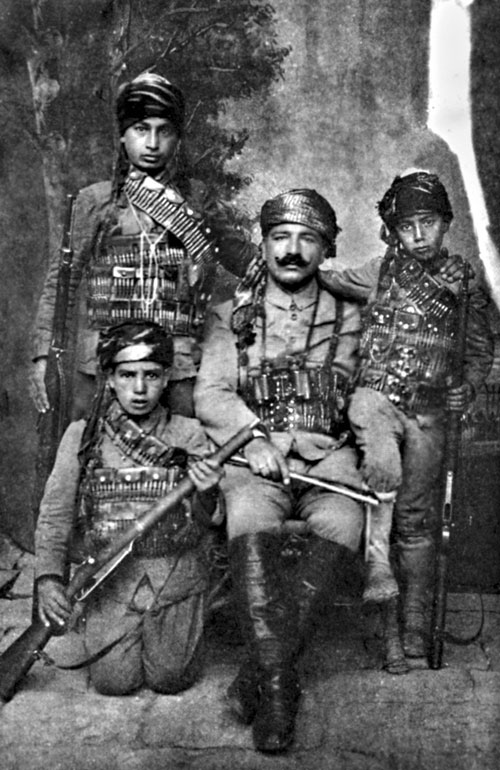
Arslan Bey, chef de milice à Antep pendant la campagne de Cilicie, 1920

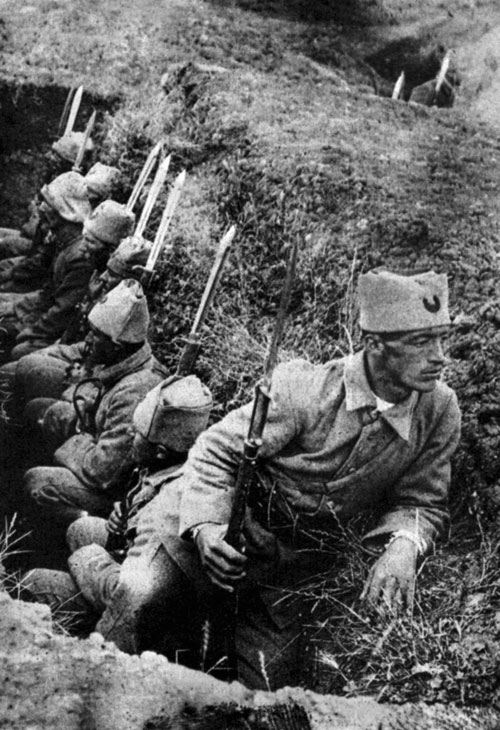
Fantassins turcs pendant la guerre gréco-turque, v. 1922

Le gouvernement du sultan proclame, sans succès, la dissolution de l'Assemblée d'Ankara et du gouvernement kémaliste. Il tente de lever contre eux sa propre armée formée de deux régiments (environ 2 000 hommes) dans la région d'Izmit, plus quelques bandes irrégulières comme celle d'Ahmet Anzavur (en) qui seront bientôt dispersées. Jusqu'au début de 1921, le gouvernement d'Ankara ne dispose en Anatolie occidentale que de quelques bandes comme celles de Çerkes Ethem, ses principales forces étant engagées dans la guerre arméno-turque (23 septembre - 2 décembre 1920). Cependant, il instaure des « tribunaux de l'indépendance (en) » (turc : İstiklâl Mahkemesi) pour juger les traîtres et les déserteurs. Les milices irrégulières turques contribuent à la lutte nationale en menant une guérilla contre l'armée grecque et contre les partisans du sultan mais se rendent insupportables par leur indiscipline et leurs pillages : Mustafa Kemal finit par les dissoudre. Le traité de paix de Cilicie (9 mars 1921) suivi du traité d'Ankara (20 octobre 1921) mettent fin à la guerre frontalière contre les Français en Cilicie : ceux-ci, en échange d'une normalisation des relations franco-turques, se retirent en abandonnant 10 avions et promettent de vendre des armes à la Turquie.

### Victoire contre les Grecs et naissance de la république
Les Grecs reprennent l'offensive en Anatolie en juillet-août 1921 et avancent jusqu'au fleuve Sakarya, à 80 km d'Ankara. Mustafa Kemal prend le commandement de l'armée. Les Turcs parviennent à rassembler 96 000 hommes, 96 canons et 2 avions contre 220 000 hommes, 450 canons et 18 avions pour les Grecs. La bataille de la Sakarya (23 août - 13 septembre 1921), très meurtrière pour les deux camps (80 % des officiers turcs sont tués), s'achève par le repli des Grecs : seul l'épuisement des troupes turques les empêche de poursuivre l'adversaire. Le 20 septembre, les Grecs ayant renoncé à reprendre le combat, Mustafa Kemal se présente en costume civil devant la Grande Assemblée : sur proposition de ses deux commandants de corps d'armée, Ismet et Fevzi Pacha, les députés lui décernent les titres de maréchal et Gazi (« vainqueur »).
Dans l'année suivante, Mustafa Kemal réorganise l'armée et décrète la mobilisation générale. Les deux armées restent sur leurs positions jusqu'en août 1922, date à laquelle les Turcs reprennent l'offensive, chassent les Grecs de Smyrne et de l'Anatolie occidentale et, le 11 octobre 1922, obtiennent un armistice qui leur restitue l'Ionie et la Thrace orientale. Entretemps, la Grande Assemblée turque a proclamé l'abolition du sultanat ottoman le 1er novembre 1922 : l'armée ottomane devient l'armée de la république de Turquie

### Conflits
- Guerre d'indépendance turque de 1919-1922
- Campagne de Cilicie de 1918-1921
- Guerre de l'Armée du Calife de 1920
- Guerre arméno-turque de 1920
- Guerre gréco-turque de 1919-1922

Images de la guerre d'indépendance
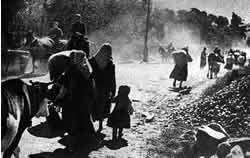
Civils arméniens fuyant la ville de Kars lors de sa reprise par les Turcs pendant la guerre arméno-turque, 1920
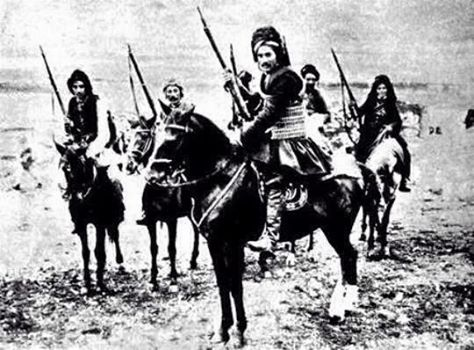
Miliciens kurdes près d'Urfa pendant la campagne de Cilicie, 1920
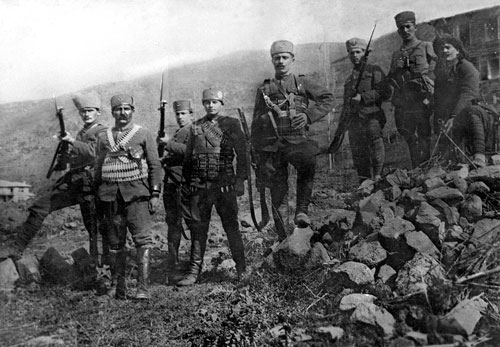
Soldats nationalistes turcs, 1920
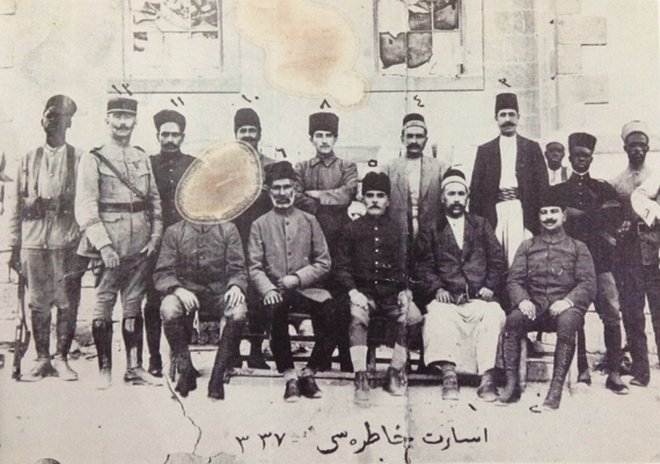
Prisonniers turcs (à dr.) surveillés par un officier français, un volontaire arménien et un tirailleur africain à Antep pendant la campagne de Cilicie, 1921
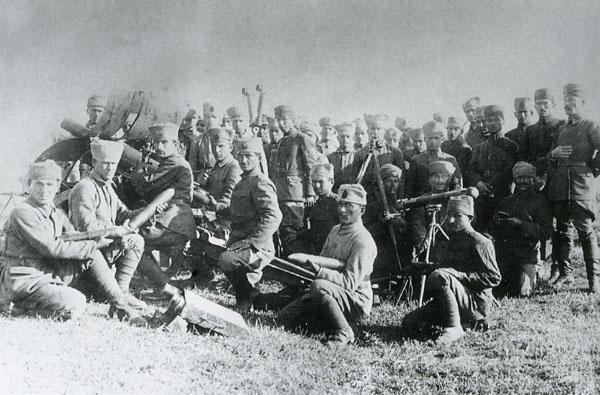
Artilleurs turcs pendant l'offensive finale de la guerre gréco-turque, 1922

## Grades

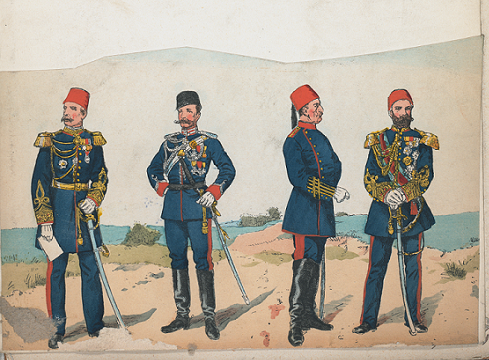
Uniformes d'officiers en 1826.

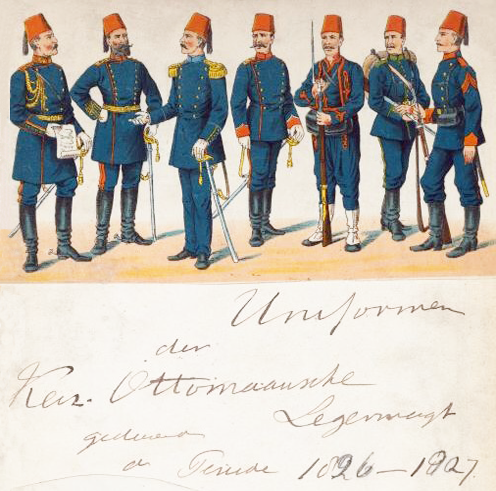
Officiers et soldats, 1850-1896.

Après 1826, le titre d'agha des janissaires est aboli et le commandement de l'armée est transféré au sérasker. Par la suite, les attributions de celui-ci évoluent vers celles de ministre de la guerre. Les officiers supérieurs peuvent porter le titre honorifique de pacha ou bey. Voir Grades militaires de l'armée ottomane (en)
| Grade militaire        | Grade militaire          |
| ---------------------- | ------------------------ |
| Grade ottoman          | Équivalent français      |
| Officiers              |                          |
| Müşîr                  | Maréchal                 |
| Birinci Ferik (Serdar) | Général d'armée          |
| Ferik (en)             | Général de corps d'armée |
| Mirliva                | Général de division      |
| Miralay                | Général de brigade       |
| Kaymakam               | Colonel                  |
| Binbaşı                | Lieutenant-colonel       |
| Kolağası               | Commandant ou Major      |
| Yüzbaşı                | Capitaine                |
| Mülâzım-ı Evvel        | Lieutenant               |
| Mülâzım-ı Sani         | Sous-lieutenant          |
| Sous-officiers         |                          |
| Çavuş                  | Sergent                  |
| Onbaşı                 | Caporal                  |
| Soldat                 |                          |
| Nefer                  | Soldat                   |

## Sources et bibliographie
- (en) Cet article est partiellement ou en totalité issu de l’article de Wikipédia en anglais intitulé « Ottoman Army (1861–1922) » (voir la liste des auteurs) dans sa version du 14 avril 2019.
- Russes et Turcs : La guerre d'Orient, vol. 1, Paris, Société anonyme de publications périodiques, 1878 (lire en ligne).
- La guerre en Orient (1875-1878) par un officier supérieur, Paris, Imprimerie et librairie militaires, 1878 (lire en ligne).
- Dumont Paul. L'axe Moscou-Ankara [Les relations turco-soviétiques de 1919 à 1922. In: Cahiers du monde russe et soviétique, vol. 18, no 3, juillet-septembre 1977. p. 165-193.
- (en) Edward J. Erickson (préf. General Hüseyin Kivrikoğlu), Ordered to die : a history of the Ottoman army in the First World War, Westport, CT, Greenwood Press, coll. « Contributions in military studies » (no 201), 2001, 265 p. (ISBN 978-0-313-31516-9, présentation en ligne)
- Yves Ternon, Empire ottoman : le déclin, la chute, l'effacement, Paris, Félin, coll. « Le Félin poche », 2002, 575 p. (ISBN 978-2-86645-425-8 et 978-2-866-45601-6, OCLC 964337564)
- Robert Mantran, Histoire de l'Empire ottoman, Paris, Fayard, 2003, 810 p. (ISBN 978-2-213-01956-7)
- (en) Edward J. Erickson (préf. Briton C. Busch), Defeat in Detail : The Ottoman Army in the Balkans, 1912-1913, Westport, Conn, Praeger, 2003, 403 p. (ISBN 978-0-275-97888-4, présentation en ligne)
- (en) Erik Jan Zurcher, Turkey : A Modern History, I.B.Tauris, 25 juin 2004, 432 p. (ISBN 978-0-85773-054-1, présentation en ligne)
- Gregory A. Daddis, Armageddon’s Lost Lessons: Combined Arms Operations in Allenby’s Palestine Campaign, Air University Press, 1er février 2005
- (en) Sina Aksin, Turkey, from Empire to Revolutionary Republic : The Emergence of the Turkish Nation from 1789 to Present, NYU Press, février 2007, 335 p. (ISBN 978-0-8147-0722-7, lire en ligne)
- (en) Edward Erickson, Ottoman Army effectiveness in World War I : a comparative study, London New York, Routledge, coll. « military history and policy » (no 26), 2007, 236 p. (ISBN 978-0-415-77099-6, OCLC 150324945, lire en ligne).
- Odile Moreau, L'Empire ottoman à l'âge des réformes : Les hommes et les idées du « Nouvel Ordre » militaire 1826-1914, Paris, Maisonneuve et Larose, 2007, 401 p.
- (en) Mesut Uyar et Edward J. Erickson, A Military History of the Ottomans : From Osman to Atatürk, ABC-Clio, 2009 (lire en ligne).
- (en) Janet Klein, The Margins of Empire : Kurdish Militias in the Ottoman Tribal Zone, Stanford, Stanford University Press, 2011
- Aydin Sultane, « Le réveil des peuples colonisés sous l'égide de la Turquie (1919-1923) », Guerres mondiales et conflits contemporains, 2013/2 (no 250), p. 111-125.
- George Daniel, Atatürk, Éditions Chronique, 26 avril 2013 (ISBN 979-10-90871-94-6, lire en ligne)
- (en) Virginia Aksan, Ottoman Wars, 1700-1870 : An Empire Besieged, Routledge, 14 janvier 2014, 624 p. (ISBN 978-1-317-88403-3, présentation en ligne)
- (en) Ian Rutledge, Enemy on the Euphrates : the British Occupation of Iraq and the Great Arab Revolt 1914-1921, New York, Saqi, 2014, 477 p. (ISBN 978-0-86356-170-2 et 978-0-863-56767-4, OCLC 951245119, lire en ligne)
- (en) Charles Stephenson, A Box of Sand : The Italo-Ottoman War 1911-1912, Ticehurst, Tattered Flag, 19 décembre 2014, 352 p. (ISBN 978-0-9576892-2-0, BNF 44294167, présentation en ligne)
- Kristian Coates Ulrichsen, The First World War in the Middle East, Hurst & Co., London, 2014
- Fabrice Monnier, Atatürk. La naissance de la Turquie moderne, CNRS, 2015
- (en) Şükrü Hanioğlu, Atatürk, Princeton University Press, 2011ed. fr. Fayard, 2016
- Cosima Flateau , « La sortie de guerre de l’Empire ottoman. Grande Guerre, guerre nationale, guerre coloniale à la frontière syro-turque, 1918-1923 », Les Cahiers Sirice, 2016/3 (No 17), p. 29-45.
- Odile Moreau, La Turquie dans la Grande guerre : de l'Empire ottoman à la République de Turquie, Saint-Cloud, Editions Soteca, 2016, 284 p. (ISBN 979-10-91561-83-9, BNF 44512912), p. 217-224
- Gerhard Grüßhaber, The German Spirit in the Ottoman and Turkish Army, 1908-1938, Berlin/Boston, Walter de Gruyter, 2018 (lire en ligne)